# Armoriale delle famiglie italiane (Gr)
Questo è l'armoriale delle famiglie italiane il cui cognome inizia con le lettere Gr.

## Armi

### Grab
| Stemma | Casato e blasonatura |
| ------ | --- |
|        | Grabau (Livorno, Roma) partito: nel primo di nero al badile di oro in palo; nel secondo di rosso alla spiga di frumento di oro fogliata e recisa posta in palo (citato in (4) – Vol. III pag. 532) Partito: nel 1º di nero, al badile d'oro posto in palo; nel 2º di rosso, alla spiga d'oro, stelata e fogliata dello stesso (citato in (15)) badile (vanga) di oro posto in palo ferro in alto su nero - spiga di grano fogliata di oro posta in palo su rosso (citato in LEOM) |
|        | Grabinski (Bologna) Titoli: conte e barone d'Armera, conte d'oro al riscontro di bufalo di nero, trafitto in banda da una spada d'argento Cimiero: il braccio armato, tenente una spada posta in sbarra (citato in (4) – Vol. III pag. 532) testa in maestà di bufalo (riscontro) di nero trapassato da una spada posta in banda punta al basso di argento tutto su oro (citato in LEOM)                                                                                          |
|        | Grabinski Broglio (Corfù, Milano) Titoli: nobile dei conti e dei baroni d'Armera d'oro al riscontro di bufalo di nero, trafitto in banda da una spada d'argento Cimiero: il braccio armato, tenente una spada posta in sbarra (citato in (4) – Vol. III pag. 532) testa in maestà di bufalo (riscontro) di nero trapassato da una spada posta in banda punta al basso di argento tutto su oro (citato in LEOM)                                                                    |

### Grac
| Stemma | Casato e blasonatura |
| ------ | --- |
|        | Graciani (Verona) Giglio (citato in DAlena) banda trinciata di oro e di rosso accompagnata da - 5 gigli di azzurro in palo posti in banda 3 in capo e 2 in punta tutto su argento (citato in LEOM) |

### Grad
| Stemma | Casato e blasonatura |
| ------ | --- |
|        | Gradalon (Venezia) (FR) D'or, à un escalier de gueules, posé en bande. (citato in JB Rietstap (archiviato dall'url originale il 26 ottobre 2019).) |
|        | Gradara (Chioggia) (la blasonatura non è stata ancora caricata) (citato in Araldica gentilizia (archiviato dall'url originale il 5 marzo 2016).) |
|        | Gradenigo (Brescia, Noale, Venezia) Titoli: N.U.N.D., patrizio veneto, conte dell'I. A. di rosso, alla banda scalinata d'argento (citato in (6) – pag. 156) di rosso alla banda d'argento scalinata di sette gradini Cimiero: il corno dogale (citato in (4) – Vol. III pag. 532 e pag. 533 e in DAlena) banda di argento scalinata in alto di 7 gradini su rosso (citato in LEOM) |
|        | Gradenigo (Padova) Titoli: nobile, conte di rosso alla banda d'argento scalinata di sette gradini (citato in (4) – Vol. III pag. 534) |
|        | Gradenigo (Venezia, Vicenza) scala a 6 gradini di argento riempita di azzurro posta in banda tutto su rosso (citato in LEOM) |
|        | Gradi (Ragusa/Dubrovnik) di rosso, allo scalone d'argento, posto in banda, terminante nei cantoni dello scudo (citato in (9)) (FR) De gueules, à un escalier d'argent, posé en bande, aboutissant dans les cantons de l'écu. Casque couronné. (citato in (10)) |
|        | Gradolicon (Venezia) (FR) Tranché d'argent sur azur, à une fleur-de-lys d'or, brochant sur le tranché.. (citato in JB Rietstap (archiviato dall'url originale il 26 ottobre 2019).) |

### Grag
| Stemma | Casato e blasonatura |
| ------ | --- |
|        | Graglieri (Nizza) Titolo: signori di Contes, Peglione Troncato d'azzurro e di rosso, al leone d'oro alias Troncato d'azzurro e d'argento, al leone d'oro (citato in (18)) |

### Gram
| Stemma | Casato e blasonatura |
| ------ | --- |
|        | Gramaia o Gramaglia o Gramai Titolo: consignori di Lombriasco Fasciato d'argento e d'azzurro, le fasce d'argento inferriate di rosso (citato in (18)) |
|        | Gramatica (Trento) di rosso, al leone d'oro tenente colle branche superiori un libro aperto dello stesso (citato in (2) – pag. 339 e in DAlena) leone rampante di oro libro aperto al naturale tra le anteriori su rosso (citato in LEOM) |
|        | Gramatica (Como, Milano) interzato in palo: nel 1º di rosso alla fascia d'argento; nel 2º di rosso al leone rampante d'oro, tenente un libro aperto al naturale; nel 3º d'azzurro seminato di gigli d'oro, alla bordura composta d'argento e di rosso. Lo scudo accollato all'aquila dell'impero (citato in (4) – Vol. III pag. 534) interzato in palo di rosso e di azzurro - fascia di argento su rosso - leone rampante di oro tenente con le zampe anteriori un libro aperto al naturale su rosso - azzurro seminato di gigli di oro - bordura composta di argento e di rosso (citato in LEOM) Cimiero: il leone col libro fra un volo d'aquila inquartato d'oro e di rosso |
|        | Grammatica (Mondovì) D'azzurro, alla fascia formata da cinque rombi accollati, accompagnati da tre stelle, il tutto d'oro Motto: Sua vis amplexus (citato in (18)) |

### Gran
| Stemma | Casato e blasonatura |
| ------ | --- |
|        | Grana (Roma) Pesci (citato in DAlena) |
|        | Grana (Monferrato) Inquartato di rosso e di nero, al castello d'oro, attraversante sopra un melograno di verde, fruttato di un pezzo d'oro, spaccato di rosso, il frutto sinistrato da una colomba d'argento volante in fascia, in atto di beccarlo (citato in (18)) |
|        | Grana (Tirano) Inquartato di rosso e di nero, alla mano di carnagione, polsinata d'argento, posta in fascia in punta, impugnante un ramo di melograno, stelato e fogliato di verde, fruttifero di un pezzo di rosso, aperto di rosso, seminato di grani d'oro, posto in palo, sinistrato nel 2° da un cigno d'argento dal volo abbassato, imbeccato e membrato d'oro, posato sulla partizione, nell'atto di beccare i grani, il tutto attraversante sull'inquartatura (citato in (18)) |
|        | Grana (Cherasco) D'azzurro, a tre biglietti d'oro, uno accanto all'altro, ciascuno sormontato da una avellana d'oro, nella buccia, rovesciata alias D'azzurro, a tre biglietti d'argento, uno accanto all'altro, ciascuno sormontato da una avellana d'oro, nella buccia, rovesciata (citato in (18)) |
|        | Granacci (Firenze) Troncato d'argento e d'azzurro, al capro saliente di nero, accostato da due gigli d'oro, il tutto attraversante, e accompagnati in capo da quattro gigli d'oro ordinati fra i cinque pendenti di un lambello di rosso (citato in (15)) |
|        | Granafei (Napoli, Mesagne) Titolo: nobile dei marchesi di Terranova d'oro al leone tenente tre spighe di frumento, sostenuto da un monte di tre colli movente dalla punta, il tutto di nero (citato in (4) – Vol. III pag. 535) leone rampante sul centrale di 3 monti al naturale uscenti dalla punta afferrante con le zampe anteriori 3 spighe tutto di nero su oro (citato in LEOM) |
|        | Granaioli (Pisa) Di porpora, al bue furioso d'oro alias Di nero, al bue furioso d'oro (citato in (15)) |
|        | Granara (Ovada) Troncato: nel 1° d'azzurro, al leone coronato d'oro nascente dalla partizione, tenente tra le branche un mazzo di spighe di grano al naturale sporgente nel 2°; nel 2° scaccato di cinque file d'argento e di rosso (citato in (31)) |
|        | Granario (Alessandria) Di [...], all'aquila di [...] (citato in (18)) |
|        | Granata (Catanzaro) D'azzurro alla melagrana coronata d'oro (citato in DAlena e in BLCL) |
|        | Granata (Messina) d'azzurro, alla melagranata coronata d'oro, aperta e granita di rosso (citato in Mango e in (25)) Notizie storiche in Famiglie nobili di Sicilia. |
|        | Granati (Arezzo) D'azzurro, alla sbarra d'argento caricata di tre spighe d'oro poste nel senso della pezza, e accompagnata da tre melagrane granite e fogliate al naturale, 2.1 (citato in (15)) |
|        | Granati (Toscana) (DE) In Blau 1 erniedrigter silberner Schräglinksbalken, der Figur nach belegt mit 3 blauen sparrenförmigen Figuren und begleitet oben von 2, unten von 1 goldenen Granatapfel (citato in (28)) |
|        | Granati Subbiani (Foiano, Arezzo) di azzurro alla sbarra di argento carica di tre spighe di frumento d'oro ed accostata in capo da tre melograne al naturale (citato in (4) – Vol. III pag. 535) 3 spighe di oro poste su sbarra di argento su azzurro - 3 melograni in banda posti in sbarra al naturale sorridenti di rosso in alto su azzurro (citato in LEOM) |
|        | Granchi (Firenze) D'azzurro, al granchio montante al naturale, accompagnato da tre stelle a otto punte d'oro, 2.1 alias D'azzurro, al granchio montante al naturale, accompagnato da tre stelle a due stelle, 1.1 alias D'azzurro, al granchio montante al naturale, accompagnato da una stella posta in punta (citato in (15)) |
|        | Granchi (Pisa) Di..., alla rotella di..., caricata di un granchio montante di... (citato in (15)) |
|        | Grandi (Firenze) D'azzurro, alla torre d'argento fondata su un monte di sei cime dello stesso, uscente dalla punta dello scudo; il tutto accompagnato in capo da tre gigli d'oro ordinati fra i quattro pendenti di un lambello di rosso (o capo cucito d'Angiò) (citato in (15)) |
|        | Grandi (Ovada) Troncato: nel 1° d'azzurro, all'aquila rivoltata col volo abbassato di nero, coronata d'oro; nel 2° di rosso, a due fasce d'argento, caricato con due spighe di grano al naturale, passate in croce di Sant'Andrea e ricadenti all'infuori, attraversanti sul tutto (citato in (31)) |
|        | Grandi (Cremona) d'argento al leone di rosso controrampante al tronco d'albero al naturale terrazzato di verde e movente dalla punta; col capo d'oro all'aquila di nero (citato in BLCR) Immagine in Blasonario Cremonese (archiviato dall'url originale il 5 marzo 2017). |
|        | Grandi (Cesena) (la blasonatura non è stata ancora caricata) (citato in BLCW) Immagine in Blasone Cesenate. |
|        | Grandinati (Abruzzo) (la blasonatura non è stata ancora caricata) (citato in DAlena) |
|        | Grandini (Pistoia) Troncato: nel 1º bandato di sei pezzi d'oro e di verde; nel 2º d'azzurro pieno; e alla fascia di rosso passata sulla troncatura (citato in (15)) |
|        | Grandoni o Grandoni di Collino (Firenze) D'azzurro, alla croce di losanghe accollate d'oro (citato in (15)) (DE) In Blau 1 quergerautetes goldenes Kreuz (citato in (28)) |
|        | Grandoni (Pisa) Di..., al bue furioso di..., accompagnato nel cantone sinistro del capo dallo scudetto rotondo dell'Impero (citato in (15)) |
|        | Grandoni (Pistoia) Losangato d'oro e di nero alias Scaccato d'oro e di nero (citato in (15)) |
|        | Granducci (Pistoia) Fasciato di sei pezzi d'oro e di rosso; con il capo d'Angiò alias Fasciato di sei pezzi d'oro e di rosso, al capo d'argento caricato di tre gigli d'oro, 1.2 (citato in (15)) |
|        | Granella (Roma) d'azzurro al liocorno d'argento controrampante su una spiga di grano d'oro (citato in (4) – Vol. III pag. 536) liocorno di argento rampante contro una spiga di oro con tutte e 4 le zampe su azzurro (citato in LEOM) Cimiero: la dea Cerere Motto: Alma Ceres |
|        | Granelli (Pisa) D'azzurro, allo scaglione d'oro accompagnato da tre grani di frumento d'argento, 2.1 (citato in (15)) |
|        | Granelli o Granello (Cremona) Titolo: consignori di Terruggia Partito, semitroncato, al 1° d'azzurro, alla mano di carnagione, vestita (?) d'argento, tenente tre spighe, d'oro, al 2° di rosso, a tre besanti, d'oro, male ordinati, al 3° d'argento, a tre rondelle, di rosso, 2, 1 (citato in (18)) |
|        | Granelli (Cremona) Titolo: conti partito semispaccato. Nel primo d'azzurro, alla mano di carnagione vestita d'argento impugnante tre spighe d'oro. Nel secondo di rosso a tre bisanti d'oro, nel terzo d'argento a tre tortelli di rosso. Con il capo d'oro, all'aquila di nero coronata del campo (citato in BLCR) Immagine in Blasonario Cremonese (archiviato dall'url originale il 5 marzo 2017). |
|        | Granello (Genova) partito: al 1º di rosso a 3 spighe di grano d'oro impugnate; al 2º bandato di oro e di rosso, il tutto col capo di oro carico di una aquila di nero nascente, coronata del campo (citato in (4) – Vol. III pag. 536) 3 spighe di oro incrociate e poste a ventaglio su rosso - bandato di oro e di rosso - aquila nascente dalla partizione di nero coronata di oro su oro in capo (citato in LEOM) |
|        | Graneri (Ceres, Lanzo, Torino) Titolo: marchesi di Châtelet-de-Credoz, La Roche; conti di Mercenasco; signori di Carpenetto, Mombello, Viviers; consignori di Clefs, Piobesi D'azzurro alla fascia accompagnata, in capo, da un mastio fortificato di una torre, in punta da tre spighe impugnate, il tutto d'oro Motto: Ut seres (citato in (18)) |
|        | Granetti o Granetto o Granet (Carmagnola) Titolo: signori di Osasio D'azzurro, al leone d'oro alias Partito, d'azzurro, al leone d'oro, e di rosso, a tre colonne d'argento, poste in palo (citato in (18)) |
|        | Granetti o Granetto o Granet (Carmagnola) Titolo: consignori di Costigliole Saluzzo D'azzurro, al leone d'oro, armato e lampassato di rosso (citato in (18)) |
|        | Granetti (Ivrea) Partito, al 1° d'argento, a tre fasce di rosso, al 2° d'argento, al pioppo al naturale, il tutto con il capo d'oro, cucito, carico di un'aquila bicipite di nero (citato in (18))<r/> (Immagine nella Raccolta stemmi Trippini (JPG).) Motto: Virtuti et fato |
|        | Granito (Napoli, Salerno) Titolo: marchese di Castellabate, patrizio di Salerno, principe di Belmonte, duca di Acerenza, marchese di Galatone, Castellabate, conte di Copertino, barone di Roicca Cilento; Grande di Spagna troncato: d'azzurro e d'oro; il 1º al leone nascente del secondo linguato di rosso; il 2º a sei punte del primo in palo moventi dal lembo inferiore dello scudo (citato in (24)) troncato: nel 1º d'azzurro, al leone uscente al naturale armato di rosso; nel 2º cuneato d'oro e d'azzurro (FR) coupé d'azur au lion issant au naturel armé de gueules, et coupé-émanché d'or et d'azur (EN) party per fess azure and or, in the first a lion proper nascent from the second, armed gules; in the second six points azure arising from the bottom of the shield (citato in (4) – Vol. III pag. 537) leone rampante nascente dalla troncatura di oro su azzurro - troncato inchiavato di 6 punte di azzurro su oro (citato in LEOM) Motto: Rumpar non flectar Notizie storiche in Nobili napoletani. |
|        | Grano d'Orzo o Granadei (Messina) d'azzurro, al fascio di spighe d'orzo d'oro, legato dello stesso (citato in Mango) |
|        | Granone o Granoni (Tortona) D'azzurro, a tre spighe di granoturco d'oro, 2, 1 (citato in (18)) |
|        | Gransinigh (Friuli Venezia Giulia, Traù) Titoli: Nobile di Gemona del Friuli, Nobile di Traù Inquartato: nel I e IV, di rosso al granchio sormontato da una stella (8) il tutto d'oro; nel II e III d'azzurro al cervo passante sulla pianura erbosa, recante in bocca un grappolo d'uva, affiancato da due viti fruttate (6), fogliate e a croce di S. Andrea, sormontato da due massacri d'ariete al naturale contrapposti Cimiero: l'aquila di nero nascente |
|        | Grant (Livorno) Di rosso, alla stella a cinque punte d'oro, posta in mezzo a tre corone radiate dello stesso, 2.1 (citato in (15)) |
|        | Granucci (Lucca, Pisa) D'azzurro, a tre spighe di frumento d'oro, stelate e fogliate dello stesso, ordinate l'una di fianco all'altra e accompagnate da due stelle a otto punte pure d'oro poste nei cantoni del capo (citato in (15)) |
|        | Granza (Molfetta) d'azzurro, alla scala d'argento posta in banda (citato in ) |

### Gras
| Stemma | Casato e blasonatura |
| ------ | --- |
|        | Grasellis de Bolate et Treno (la blasonatura non è stata ancora caricata) (citato in DAlena) |
|        | Grasselli (Cremona) partito: nel 1º palato d'azzurro e d'argento a un mezzo leone di rosso, tenente con la zampa destra un anello di oro attraversante sul tutto; nel 2º di verde all'aquila bicipite d'oro coronata dello stesso su ambo le teste (citato in (4) – Vol. III pag. 537) mezzo leone rampante di rosso tenente con la zampa destra un anello di oro su palato di azzurro e di argento - aquila bicipite coronata su ambo le teste di oro su verde (citato in LEOM) partito, nel primo palato d'azzurro e d'argento di sei pezzi al mezzo leone di rosso tenente un anello d'oro, al secondo di verde all'aquila bicipite d'oro e coronata dello stesso (citato in BLCR) Immagine in Blasonario Cremonese (archiviato dall'url originale il 5 marzo 2017).                                                                            |
|        | Grassellini o Grassellino (Sicilia) d'oro, all'aquila spiegata e coronata di nero, accompagnata nella punta da una ancora del secondo, posta in fascia (citato in Mango) |
|        | Grassellis (la blasonatura non è stata ancora caricata) (citato in DAlena) |
|        | Grasseschi (Firenze) Di..., alla croce di sant'Andrea di..., caricata di nove stelle a otto punte di... (una in cuore e due per ciascun braccio), e accantonata da quattro crescenti addossati di... (citato in (15)) |
|        | Grassetti (Matelica) partito: al 1º di azzurro al leone al naturale rampante sulla pianura erbosa di verde, accompagnata in capo da tre stelle (8) d'oro male ordinate; al 2º troncato: a) scaccato di rosso e d'argento; b) d'azzurro pieno (citato in (4) – Vol. III pag. 538) leone rampante su terrazzo tutto al naturale su azzurro - 3 stelle (8 raggi) di oro poste 1,2 in alto su azzurro - troncato - scaccato di rosso e di argento - azzurro pieno (citato in LEOM) |
|        | Grassi d'argento alla banda di rosso caricata di due cani correnti d'argento collarinati di rosso, accompagnata da tre rose dello stesso bottonate del campo (vedi blasonatura dello stemma della famiglia Agostini Fantini Venerosi della Seta) |
|        | Grassi (Bologna) partito: nel 1º d'oro, alla mezz'aquila bicipite di nero, diademata del campo, uscente dalla partizione: nel 2º d'argento, alla mezz'aquila coronata di rosso, uscente dalla partizione, al capo d'Angiò (citato in (11) – pag. 391) |
|        | Grassi o De Grassi (Napoli) Titolo: conte palatino partito: nel 1º d'oro a una mezz'aquila bicipite di nero, diademata del campo, movente dalla partizione; nel 2º di rosso a una mezz'aquila di argento, coronata d'oro, movente dalla partizione, col capo d'azzurro a tre gigli d'oro tra i quattro pendenti di un lambello di rosso (citato in (4) – Vol. III pag. 538) partito d'oro e di rosso, con l'aquila bicipite, di nero nel 1° diademata d'oro, e d'argento nel secondo coronata d'oro all'antica, col capo d'azzurro a tre gigli d'oro tra quattro pendenti di un lambello rosso (citato in (24)) mezza aquila bicipite di nero uscente dalla partizione coronata di oro alla reale su oro - mezza aquila di argento coronata di oro su rosso abbassato da - un capo d'Angiò (citato in LEOM) Notizie storiche in Nobili napoletani. |
|        | Grassi o De Grassi (Napoli, Bologna) Titolo: predicato di Pianura, conte palatino, patrizio di Bologna partito 1º d'oro ad una mezza aquila bicipite, 2° d'azzurro alla mezza aquila d'argento coronata d'oro, nella partizione tra i quattro pendenti di un lambello di rosso (citato in (19)) |
|        | Grassi (Parma) partito: nel 1º d'oro; nel 2º di rosso col capo d'azzurro caricato di tre gigli d'oro male ordinati, all'aquila bicipite partita di nero e d'argento attraversante sulla partizione (citato in (4) – Vol. III pag. 539) aquila bicipite partita di nero e di argento su partito di oro e di rosso - il rosso abbassato di un capo di azzurro caricato di 3 gigli di oro posti 1,2 (citato in LEOM) |
|        | Grassi (Siena) d'argento alla banda abbassata di rosso, caricata di due levrieri d'argento, collarinati di rosso, accompagnata da tre rose di rosso bottonate del campo, due in capo e una in punta (citato in (4) – Vol. III pag. 539) 2 cani levrieri passanti di argento collarinati di rosso su - banda abbassata dello stesso su argento - 3 rose di rosso bottonate di argento poste 2,1 su argento (citato in LEOM) |
|        | Grassi (Firenze) D'argento, al monte di sei cime di rosso, accompagnato in capo da tre gigli d'oro ordinati fra i quattro pendenti di un lambello di rosso alias D'argento, al monte di sei cime di rosso, accompagnato in capo da tre gigli di rosso ordinati fra i quattro pendenti di un lambello di rosso (citato in (15)) |
|        | Grassi (Firenze) Partito: nel 1º d'oro, alla mezza aquila di nero, diademata d'oro, uscente dalla partizione; nel 2º di rosso, alla mezza aquila d'argento, coronata d'oro, uscente dalla partizione e sormontata dal capo d'Angiò (citato in (15)) |
|        | Grassi (Pisa) D'oro, a sei aquilotti dal volo abbassato di nero, 3.2.1 alias Di rosso, a sei aquilotti dal volo abbassato d'argento, 3.2.1 (citato in (15)) |
|        | Grassi (Siena, Pisa) D'argento, alla banda di rosso caricata di due cani correnti del campo, e accompagnata da tre rose di rosso, bottonate del campo, 2.1 (citato in (15)) |
|        | Grassi (Siena) Cane (citato in DAlena) |
|        | Grassi o De Grassis o Grasso (Mondovì) Titolo: conti di Santa Cristina Palato d'azzurro e d'oro, con il capo partito degli stessi smalti (citato in (18) e in (27)) alias spaccato, la parte superiore partita d'oro e di azzurro, e l'inferiore a sei bande, tre bande d'oro e tre di azzurro (citato in (27)) alias Partito d'azzurro e d'oro, a due pali ritirati, moventi dalla punta, dell'uno nell'altro, con il capo partito degli stessi smalti (citato in (18)) Cimiero: la sirena coronata d'alloro che ne tiene un ramoscello colla destra e colla sinistra accenna al motto / una sirena tenente il breve col motto Motto: Reiciendo - Toujours mieux |
|        | Grassi (Strevi, Casale) Titolo: conti di Vonzo; signori di Castelnuovo Bormida; consignori di Castelnuovo Scrivia, Lazzarone D'oro, alla mano d'aquila di nero, con il capo del campo, cucito, carico di un'aquila, di nero alias Scaccato di nero e d'argento, con il capo d'oro, carico di un'aquila coronata, di nero alias Scaccato di nero e d'argento, con il capo d'oro, carico di un'aquila, di nero (citato in (18)) |
|        | Grassi (Mantova) Titolo: consignori di Mombaruzzo Scaccato d'oro e di nero, con il capo d'oro, carico di un'aquila, di nero (citato in (18)) |
|        | Grassi o De Grassi o Grassis (Chieri) D'oro, a quattro fasce di rosso, ondate Motto: Ne quid nimis alias Scaccato di nero e d'oro, con il capo d'oro, carico di un'aquila, di nero Motto: Toujours mieux (citato in (18)) |
|        | Grassi (Asti) Troncato d'argento e d'oro, al leone di rosso (citato in (18)) |
|        | Grassi o Grasso o De Grassis (Casale) Troncato d'argento e d'oro, al leone coronato, di rosso (citato in (18)) |
|        | Grassi (Alessandria) Fasciato d'azzurro e d'argento, con il capo d'oro, carico di un'aquila di nero (citato in (18)) |
|        | Grassi (Roma) (la blasonatura non è stata ancora caricata) (Immagine nell' Archivio Storico Capitolino (PDF) (archiviato dall'url originale il 4 marzo 2016).) |
|        | Grassi (Roma) (la blasonatura non è stata ancora caricata) (Immagine nell' Archivio Storico Capitolino (PDF) (archiviato dall'url originale il 4 marzo 2016).) |
|        | Grassi (Ovada) Trinciato d'oro e di rosso, alla banda d'argento attraversante sulla partizione, caricata di tre aquile col volo abbassato, rivoltate di nero, poste in sbarra (citato in (31)) |
|        | Grassi (Cesena) (la blasonatura non è stata ancora caricata) (citato in BLCW) Immagine in Blasone Cesenate. |
|        | Grassi del Lion Bianco (Firenze) D'azzurro, al monte di sei cime d'argento, accompagnato in capo da tre gigli d'oro ordinati fra i quattro pendenti di un lambello dello stesso (citato in (15)) |
|        | Grassis (Torino, Rivarolo) Titolo: baroni di Cervignasco Scaccato d'oro e di nero, con il capo d'oro, carico di un'aquila, di nero Motto: Virtuti nihil detrahit invidia (citato in (18)) |
|        | Grassis o Graciis (Rivoli, Torino) D'argento, a tre bande di rosso, con il giglio d'oro, attraversante (citato in (18)) |
|        | Grasso (Molfetta) d'azzurro, all'aquila bicipite coronata d'argento Motto: Ex alto (citato in ) |
|        | Grasso (Chioggia) (la blasonatura non è stata ancora caricata) (citato in Araldica gentilizia (archiviato dall'url originale il 5 marzo 2016).) |
|        | Grasso o Grassi (Catania, Messina, Lentini, Siracusa, Polizzi, Noto, Palermo) Titolo: barone di Carrancino, Belvedere troncato d'oro e di rosso e la banda d'argento, caricata da tre aquilotti di nero, attraversante (citato in Mango) diviso d'oro e di rosso ed una banda d'argento caricati da tre aquilette di nero l'una sopra l'altra attraversante sul tutto (citato in (25)) alias troncato d'oro e di rosso e la fascia d'argento, caricata da tre aquilotti di nero, attraversante (citato in Mango) alias d'azzurro, all'aquila bicipite coronata d'argento (citato in Mango e in (25)) Corona di barone Notizie storiche in Famiglie nobili di Sicilia. |
|        | Grassolini (Pisa) D'oro, a tre fibule di nero, 2.1, sormontate dall'aquila dal volo abbassato, talvolta coronata, dello stesso (citato in (15)) |
|        | Grassolino (Sicilia) d'oro, con un'aquila coronata spiegata di nero, accompagnata in punta da un'ancora dello stesso posta in fascia (citato in (25)) Notizie storiche in Famiglie nobili di Sicilia. |
|        | Grassoni (Venezia) (FR) D'or, à la croix d'argent, anglée de quatre tertres de sinople. (citato in JB Rietstap (archiviato dall'url originale il 26 ottobre 2019).) |

### Grat
| Stemma | Casato e blasonatura |
| ------ | --- |
|        | Grati (Bologna) d'argento, al castello di rosso, sostenuto da un monte di sei cime di verde movente dalla punta; al capo d'Angiò (citato in (11) – pag. 399) |
|        | Gratiani (Treviso) sole raggiante di 16 raggi di oro il disco racchiuso da un altro disco di rosso tutto su azzurro (citato in LEOM) |
|        | Gratini (Siena) D'azzurro, alla gemella in banda d'oro alias Di rosso, alla gemella in banda d'oro (citato in (15)) |
|        | Grattapaglia (Asti) Troncato d'azzurro e d'oro, al braccio vestito d'azzurro, tenente tre spighe al naturale Motto: Voila pour la vie (citato in (18)) |
|        | Grattapaglia (Torino) Partito, al 1° d'azzurro, sparso di torri, alternate da gigli d'oro, al 2° troncato d'azzurro e d'oro, al braccio vestito d'azzurro, tenente tre spighe al naturale Motto: Bellum et pax (citato in (18)) |
|        | Grattarola (Solero, Alessandria) Titolo: marchesi di S. Giorgio; conti di Grognardo, S. Stefano D'azzurro, a tre monticelli al naturale, i laterali sostenenti due leoncini d'oro, affrontati, tenenti una grattugia, d'argento alias D'azzurro, a due leoni coronati, d'oro, affrontati e controrampanti, tenenti con le branche anteriori una grattugia d'argento, sostenuti da tre monti all'italiana, di verde, uscenti dalla punta Motto: De forti dulcedo (citato in (18)) |
|        | Gratti (Firenze) Di rosso, alla banda caricata di un ondato in sbarra d'azzurro e d'argento (citato in (15)) |
|        | Gratti di Bologna (Cesena) (la blasonatura non è stata ancora caricata) (citato in BLCW) Immagine in Blasone Cesenate. |
|        | Gratzy (Merano) Titoli: nobile partito: a) d'azzurro al torrione d'argento, aperto e finestrato di nero con due feritoie rotonde sotto le finestre, torricellato d'argento di tre, quella di mezzo più alta e più grossa; ciascuna torre merlata di tre e finestrata di due, una sopra l'altra; b) d'argento alla fascia di rosso caricata di una stella (6) d'oro (citato in (4) – Vol. III pag. 540) castello di argento a 3 torri la centrale più alta aperto e finestrato di nero su azzurro - stella (6 raggi) di oro su fascia di rosso su argento (citato in LEOM) Cimiero: il busto di un guerriero vestito d'acciaio, baffuto, con la visiera alzata, cimata di tre penne di struzzo, d'azzurro, d'argento e di rosso, col braccio destro alzato e tenente con la mano guantata d'acciaio una spada dello stesso, manicata d'oro e posta in sbarra sopra il capo, la mano sinistra poggiata al fianco |

### Grav
| Stemma | Casato e blasonatura |
| ------ | --- |
|        | Gravile (Sicilia) Partito: nel 1° d'oro, con due pali di rosso, attraversati dalla banda d'argento, caricata da un giglio di rosso; nel 2° con l'albero sdradicato di verde, sostenente l'aquila al volo abbassato di nero, membrata, imbeccata e coronata d'oro, tenente col becco una torcia d'argento posta in sbarra, accesa di rosso (citato in (25)) Notizie storiche in Famiglie nobili di Sicilia. |
|        | Gravile (Napoli, Sicilia) (la blasonatura non è stata ancora caricata) (Immagine nella Raccolta stemmi Trippini (JPG).) alias (la blasonatura non è stata ancora caricata) (Immagine nella Raccolta stemmi Trippini (JPG).) |
|        | Gravina (Palermo, Catania, Caltagirone) Titolo: barone di Palagonia, Belmonte, S, Michele, Scordia Soprana, Ramione, Armiggi, Marrabino, Pozzo, Colugno, Suvarita, Lo Cugno Cachimo, Albano Perrotta, Lonasco; marchese di Francofonte, S. Elisabetta, Cadera; duca di S. Michele, Cruyllas; principe di Palagonia, Montevago, Comitini, S. Maria d'Altomonte, Rammacca, S. Flavia, Gravina, Val di Savoja troncato al 1º d'azzurro, alla gemella d'oro accompagnata nel punto sinistro del capo da una stella a 10 raggi d'argento; nel 2º d'azzurro, alla banda scaccata di due file d'argento e di rosso (citato in (4) – Vol. III pag. 540, in Mango e in (25)) diviso; nel 1° d'azzurro, con due bande d'oro, sinistrate da una stella d'argento di dieci raggi; nel 2° d'azzurro, con la banda scacchegiata d'argento e di rosso di due file (citato in (25)) gemella di oro in banda su azzurro accompagnata da - stella (10 raggi) di argento in alto a destra - banda scaccata di argento e di rosso (2file) su azzurro (citato in LEOM) alias partito: al 1º di Gravina che è troncato: a) di azzurro, alla gemella d'oro in banda, accompagnata in capo da una stella di 10 raggi d'argento; b) di azzurro alla banda scaccata di due file, d'argento e di rosso; al 2º di Massa, che è di rosso, al leone tenente una mazza d'armi; il tutto d'oro (Gravina di Comitini) (citato in (4) – Vol. III pag. 540, in Mango e in (25)) gemella di oro in banda su azzurro accompagnata da - stella (10 raggi) di argento in alto a destra - banda scaccata di argento e di rosso (2file) su azzurro - leone rampante di oro tenente con le zampe anteriori una mazza d'arme dello stesso su rosso (citato in LEOM) alias d'oro, troncato da un filetto di nero, nel 1º alla gemella in banda sinistrata da una stella di 10 raggi, il tutto d'azzurro; nel 2º alla banda scaccata d'azzurro e d'argento (marchesi di Gravina) (citato in (4) – Vol. III pag. 540, in Mango e in (25)) filetto in fascia di nero su oro - gemella di azzurro in banda accompagnata da - stella (10 raggi) dello stesso su oro in alto - banda scaccata di azzurro e di argento (2file) su oro in basso (citato in LEOM) Cimiero: un uccello gaipa di bianco Lo scudo cimato da un uccello Gaipa di bianco Corona di principe Motto: Spero Notizie storiche in Famiglie nobili di Sicilia. Ulteriori notizie storiche in Famiglie nobili di Sicilia. |

### Graz
| Stemma | Casato e blasonatura |
| ------ | --- |
|        | Grazia (Dalmazia) d'azzurro, alla banda di rosso accompagnata in capo da una melagrana d'oro ed in punta da un gallo crestato e bargigliato di rosso (citato in (2) – pag. 363 e in DAlena) |
|        | Grazia (Siena) Palato di sei pezzi d'argento e di verde, al ferro di cavallo attraversante d'oro (citato in (15)) |
|        | Grazia (Messina) d'azzurro, al braccio destro di carnagione, impugnante una rosa di rosso, stelata e fogliata di verde (citato in Mango) |
|        | Grazia (Cremona) d'oro al leone di nero (citato in BLCR) Immagine in Blasonario Cremonese (archiviato dall'url originale il 5 marzo 2017). |
|        | Graziadei (Ferrara) d'azzurro al castello torricellato di tre pezzi d'oro, incendiato di rosso, accostato da due grappoli d'uva al naturale, posto sopra un terreno di verde nel quale è confitta una spada d'argento (citato in (4) – Vol. III pag. 547) torre merlata di 3 pezzi di oro su terrazzo di verde fiamme di rosso uscenti dalla porta e dalle finestre - 2 grappoli di uva al naturale posti ai 2 lati della torre su azzurro - a sinistra una spada di argento confitta nel terreno su azzurro (citato in LEOM) |
|        | Graziadei (Ferrara) castello di argento (3 torri) merlato alla ghibellina le 3 torri infiammate di oro - 2 grappoli di uva uscenti dai lati del castello al naturale su azzurro (citato in LEOM) |
|        | Graziani (Rimini) d'azzurro, al monte di 6 cime di verde movente dalla punta, accostato da due abeti dello stesso, ad una corona d'oro nel capo (citato in (2) – pag. 4 e in DAlena) |
|        | Graziani (Bologna, Rimini) d'azzurro a sette monti all'italiana d'oro 4, 2 e 1, sormontati da una corona d'oro a cinque foglie e affiancati da due cipressi al naturale; il tutto sulla campagna di verde (citato in (4) – Vol. III pag. 547) monte a 7 cime di oro poste 1,2,4 su terrazzo di verde su azzurro affiancato da - 2 alberi cipressi al naturale su azzurro - corona di oro in alto su azzurro (citato in LEOM) |
|        | Graziani (Città di Castello) inquartato: al 1º e 4º di argento e di rosso in croce di S. Andrea; nel 2º e 3º di argento a cinque losanghe di azzurro accompagnate nel cantone sinistro da una rosa di rosso, abbassato del capo d'Angiò; sul tutto la banda di azzurro seminata di gigli d'oro; l'intiero inquartato abbassato da una corona d'oro di conte (citato in (4) – Vol. III pag. 548) banda gigliata di oro su azzurro su - inquartato - rinquartato in croce di Sant'Andrea di argento e di rosso - 5 losanghe accollate in banda di azzurro su argento - rosa di rosso in alto su argento - capo d'Angiò - corona comitale di oro su argento in capo del tutto (citato in LEOM)    |
|        | Graziani (Firenze) inquartato: al 1º e 4º di argento e di nero in croce di S. Andrea; nel 2º e 3º d'argento a cinque losanghe di azzurro accompagnate nel cantone sinistro da una rosa di rosso, abbassato del capo d'Angiò; sul tutto la banda d'azzurro seminata di gigli d'oro (citato in (4) – Vol. III pag. 548) banda gigliata di oro su azzurro su - inquartato - rinquartato in croce di Sant'Andrea di argento e di rosso - 5 losanghe accollate in banda di azzurro su argento - rosa di rosso in alto su argento - capo d'Angiò (citato in LEOM) |
|        | Graziani (Firenze) banda gigliata di oro su azzurro su - inquartato in croce di Sant'Andrea di nero e di argento - losanghe accollate in banda di azzurro su oro - capo d'Angiò (citato in LEOM) |
|        | Graziani (Porto S. Giorgio Marche, Roma) troncato: al 1º di rosso a tre pigne di pino al naturale posate sulla fascia della partizione e poste in fascia; al 2º di azzurro al monte di tre cime d'oro all'italiana, sostenente un pino al naturale nodrito sulla vetta e accostato da due stelle di (6) oro, una a destra e l'altra a sinistra con la fascia di argento sulla partizione (citato in (4) – Vol. III pag. 549) fascia di argento su troncato di rosso e di azzurro - 3 pigne al naturale poste sulla fascia su rosso - monte a 3 cime di oro uscente dalla punta cimato da - un albero di pino al naturale affiancato da - 2 stelle (6 raggi) di oro su azzurro (citato in LEOM) |
|        | Graziani (Civitanova Marche, Roma) di azzurro alla croce di S. Andrea di argento accantonata da 5 stelle di sei raggi d'oro, una per cantone, e due nel cantone inferiore e in palo (citato in (4) – Vol. III pag. 550) croce di Sant'Andrea di argento accantonata da - 4 stelle (6 raggi) di oro - una 5° presso la punta tutto su azzurro (citato in LEOM) |
|        | Graziani (Padova, Migliarina Monte, Villa Andreino, Firenze) Titoli: Nobile d'azzurro al circolo fiammeggiante, racchiudente una G, il tutto d'oro alias troncato: a) d'azzurro al sole radioso d'oro nascente; b) d'oro alla rosa fiorita di rosso e fogliata di verde, con la fascia di argento sulla troncatura caricata della parola Gratia, in lettere capitali nere (citato in (4) – Vol. III pag. 550) parola "GRATIA" in lettere maiuscole di nero su fascia di argento su troncato di azzurro e di oro - sole raggiante di oro nascente dalla fascia su azzurro - rosa fiorita di rosso stelata e fogliata di verde in basso su oro (citato in LEOM)                                  |
|        | Graziani (S. Pietro Incariano (Verona)) Titoli: Nobile d'argento alla banda di rosso, accostata da sei gigli d'azzurro ciascuno posto in sbarra , i tre ordinati in banda (citato in (4) – Vol. III pag. 551) banda di rosso accompagnata da - 6 gigli di azzurro in sbarra posti in doppia banda su argento (citato in LEOM) |
|        | Graziani (Padova, Villa Andreino, Firenze, Conegliano, Venezia) d'azzurro al circolo fiammeggiante racchiudente una G, il tutto d'oro (citato in (4) – Vol. III pag. 551) lettera G miuscola di oro posta al centro di - un cerchio fiammeggiante dello stesso su azzurro (citato in LEOM) |
|        | Graziani (Lucca) Troncato: nel 1º di rosso, a tre stelle a sei punte d'oro, 1.2; nel 2º d'azzurro, alla mano appalmata di carnagione vestita di rosso, uscente in palo dalla punta dello scudo; con la fascia d'oro passata sulla troncatura (citato in (15)) |
|        | Graziani (San Miniato, Firenze) Troncato: nel 1º d'azzurro, alla stella a otto punte d'oro; nel 2º di rosso, al monte di sei cime d'argento alias Inquartato: nel 1º e 4º inquartato decussato d'argento e di rosso; nel 2º e 3º d'argento, alla banda di losanghe accollate d'azzurro, sormontata da una rosa d'oro e abbassata sotto il capo d'Angiò; e alla banda seminata di gigli d'oro attraversante sul tutto (citato in (15)) |
|        | Graziani (Sansepolcro) Inquartato: nel 1º e 4º inquartato decussato d'argento e di nero; nel 2º e 3º d'oro, alla banda di losanghe accollate d'azzurro, accompagnate nel cantone sinistro del capo da una rosa di rosso, e abbassate sotto il capo d'Angiò; e alla banda d'azzurro, seminata di gigli d'oro, attraversante sul tutto (citato in (15)) |
|        | Graziani (Terni) colomba della pace di argento su monte a 3 cime di oro uscente dalla punta su azzurro - cometa in palo di oro in alto a sinistra su azzurro (citato in LEOM) |
|        | Graziani (Udine) controscaglionato di 4 pezzi di argento e di rosso (citato in LEOM) |
|        | Graziani (Cesena) (la blasonatura non è stata ancora caricata) (citato in BLCW) Immagine in Blasone Cesenate. |
|        | Grazini (Pistoia) D'oro, al grifone di rosso alias D'oro, all'aquila sorante rivolta di rosso (citato in (15)) |
|        | Grazini (Siena) D'azzurro, al leone d'argento tenente un ramo di palma d'oro (citato in (15)) |
|        | Grazioli (Roma) inquartato: nel 1º d'azzurro al volo d'argento; nel 2º d'azzurro all'aquila spiegata d'oro membrata e rostrata di rosso; nel 3º d'argento ad un covone di spighe d'oro; nel 4º di verde alla capra saliente d'argento (citato in (2) – pag. 466 e in DAlena) |
|        | Grazioli e Grazioli Lante Della Rovere (Roma) inquartato: nel 1º di azzurro al volo d'argento; nel 2º di rosso all'aquila d'oro col volo abbassato; nel 3º d'argento al covone di spighe di grano d'oro; nel 4º di verde alla capra saliente d'argento accornata e coronata d'oro (citato in (4) – Vol. III pag. 552) volo spiegato di argento (2 ali) su azzurro - aquila di oro ali abbassate (volo) su rosso - fascio di spighe (covone) di oro su argento - capra rampante di argento coronata di oro su verde (citato in LEOM) |
|        | Grazioli e Grazioli Lante Della Rovere (Roma) lambello (3gocce) di rosso 3 gigli di oro su azzurro - 3 monti a 3 cime di argento su rosso tutto su scudetto su - volo di argento su azzurro - aquila di oro su rosso - 7 spighe di grano al naturale legate di azzurro su argento - capra rampante di argento su verde (citato in LEOM) |
|        | Grazioli (Roma) (la blasonatura non è stata ancora caricata) (Immagine nell' Archivio Storico Capitolino (PDF) (archiviato dall'url originale il 4 marzo 2016).) |
|        | Grazioli (Roma) (la blasonatura non è stata ancora caricata) (Immagine nella Raccolta stemmi Trippini (JPG).) |
|        | Grazioli (Roma) (la blasonatura non è stata ancora caricata) (Immagine nella Raccolta stemmi Topoguz.) |
|        | Grazioli (Lago di Garda) troncato nel 1º a un agnello portante uno stendardo, nel 2º bandato a sette fasce (citato in Piovanelli) |
|        | Graziosi (Roma) di azzurro alla campagna mareggiata d'argento sormontata dalla mezzaluna crescente dello stesso, con tre stelle di sei raggi d'oro male ordinate nel punto del capo (citato in (4) – Vol. III pag. 552) campagna mareggiata di argento e di azzurro uscente dalla punta su azzurro - luna montante di argento sormontata da - 3 stelle (6 raggi) di oro poste 1,2 su azzurro (citato in LEOM) |
|        | Grazzi (Firenze) Tagliato di... e di..., a due palle dell'uno nell'altro (citato in (15)) |
|        | Grazzi (Firenze) D'azzurro, allo scaglione di rosso accompagnato in capo da un crescente montante d'argento e accostato inferiormente da due mani aperte di carnagione vestite di rosso, uscenti dai due angoli della punta (citato in (15)) |
|        | Grazzi (Pistoia) D'azzurro, allo scaglione d'oro accompagnato da tre teste di leopardo dello stesso, 2.1; il tutto sormontato da un crescente montante d'argento (citato in (15)) |
|        | Grazzi (Cesena) (la blasonatura non è stata ancora caricata) (citato in BLCW) Immagine in Blasone Cesenate. |
|        | Grazzini (Firenze) Trinciato d'azzurro e d'argento, alla banda attraversante dell'uno all'altro (citato in (15)) (DE) In blau-silber schräggeteiltem Feld 1 Schrägbalken in verwechselten Tinkturen (citato in (28)) |
|        | Grazzini (Firenze) Troncato: nel 1º d'azzurro pieno; nel 2º palato di sei pezzi d'oro e di rosso alias Palato di sei pezzi d'oro e di rosso, al capo d'azzurro (citato in (15)) |
|        | Grazzini (Colle, Firenze) Troncato: nel 1º trinciato d'azzurro e d'argento, alla banda attraversante dell'uno all'altro; nel 2º d'oro, a tre pali di rosso; e alla fascia d'azzurro passata sulla troncatura alias Troncato: nel 1º d'azzurro pieno; nel 2º d'oro, a tre pali di rosso (citato in (15)) |
|        | Grazzini o Grazzini del Lion d'Oro (Toscana) (DE) Unter 1 blauen Schildhaupt in Gold 3 rote Pfähle (citato in (28)) |
|        | Grazzini (Toscana) (DE) Unter 1 rot unterstützten blauen Schildhaupt, darin 1 goldene Lilie, ledig silber (citato in (28)) |

### Gre
| Stemma | Casato e blasonatura |
| ------ | --- |
|        | Greborio (Dogliani) D'argento, al palmizio di verde, nutrito nel terreno dello stesso, accostato da due stelle di nero e sostenuto da due leoncini di rosso, affrontati Motto: Fortes fortuna adiuvat (citato in (18)) |
|        | Greci (Cosenza) D'azzurro al leone d'oro (citato in DAlena e in BLCL) |
|        | Greci (Lonato del Garda) dimidiato nel 1º d'azzurro a una luna rovesciata, nel 2º d'argento alla testa virile di carnagione, con il turbante di rosso (citato in Piovanelli) |
|        | Greco (Palermo, Acireale) Titolo: marchesi di Valdina d'azzurro, alla cometa d'argento, ondeggiante in palo, accompagnata da tre conchiglie dello stesso, due in capo e una in punta (citato in (4) – Vol. III pag. 553, in Mango e in (25)) D'azzurro alla cometa d'argento accompagnata da tre conchiglie dello stesso, due nel capo e una in punta (citato in DAlena, in (19) e in (25)) cometa posta in palo di argento al centro accompagnata da - 3 conchiglie dello stesso poste 2,1 su azzurro (citato in LEOM) Corona di marchese Notizie storiche in Famiglie nobili di Sicilia. Ulteriori notizie storiche in Famiglie nobili di Sicilia. |
|        | Greco (Rossano) d'azzurro, alla "Y" d'oro sormontata da un chiavistello del medesimo, al capo in arco di rosso sostenuto da una divisa centrata d'argento e caricato di tre stelle di quest'ultimo (citato in (14)) |
|        | Greco (Venezia) (FR) Coupé d'or sur azur, à un renard (dolce) rampant de l'un en l'autre. (citato in JB Rietstap (archiviato dall'url originale il 26 ottobre 2019).) |
|        | Greggio (Biella) D'azzurro, a due ossa umane, decussate, accantonate da quattro giglio, il tutto d'oro (citato in (18)) |
|        | Gregni (Velletri) troncato di azzurro e d'oro al braccio vestito di rosso attraversante tenente con la mano di carnagione cinque spighe del secondo impugnate (citato in (4) – Vol. III pag. 553) braccio destro vestito di rosso uscente da destra afferrante con la mano di carnagione 5 spighe di oro su troncato di azzurro e di oro (citato in LEOM) |
|        | Gregni (Sicilia) d'azzurro, con un grifo di oro rampante, tenente con la zampa destra un fascio di spiche dello stesso (citato in DAlena e in (25)) Notizie storiche in Famiglie nobili di Sicilia. |
|        | Grego (Chioggia) (la blasonatura non è stata ancora caricata) (citato in Araldica gentilizia (archiviato dall'url originale il 5 marzo 2016).) |
|        | Grego (Trieste) leone rampante tagliato di argento e di azzurro su tagliato di azzurro e di argento (citato in LEOM) |
|        | Gregori (Siena) Scagliato d'argento e di nero alias Di..., alla banda di... caricata di tre gigli di..., posti nel senso della pezza alias D'oro, alla banda d'azzurro, caricata di tre gigli d'argento, posti nel senso della pezza (citato in (15) e in DAlena) |
|        | Gregorio (Carmagnola) D'azzurro, al palmizio sostenente un falcone, al naturale, sostenuto da due leoncini d'oro, affrontati (citato in (18)) |
|        | Gregorio (Napoletano) (la blasonatura non è stata ancora caricata) (citato in (24)) |
|        | Gregory (Crescentino) d'azzurro, alla banda d'oro accostata da 2 stelle dello stesso; col capo d'argento alla fenice sulla sua immortalità, il tutto al naturale (citato in (2) – pag. 256 e in DAlena) |
|        | Greppi (Milano) d'oro al grifone d'azzurro, coronato del campo; al capo d'azzurro, caricato di tre gigli d'argento, posti in fascia (citato in (4) – Vol. III pag. 558 e in DAlena) grifo rampante di azzurro coronato di oro su oro - 3 gigli di argento posti in fascia su azzurro in capo (citato in LEOM) Cimiero: il grifone Motto: Nec vi nec vitio |
|        | Greppi (Milano) d'oro al grifone di azzurro, coronato del campo, al capo d'azzurro caricato di tre gigli d'argento posti fra i quattro pendenti di un lambello dello stesso (citato in (4) – Vol. III pag. 559) grifo rampante di azzurro coronato di oro su oro - 3 gigli tra 4 gocce di lambello tutto di argento su azzurro in capo (citato in LEOM) |
|        | Greppi (Senigallia) di azzurro al grifo rampante d'oro col capo cucito d'Angiò (citato in (4) – Vol. III pag. 560) grifo rampante di oro su azzurro - capo d'Angiò (citato in LEOM) Motto: Nec vi, nec vitio |
|        | Greppo (Mondovì) Di rosso, alla rotella d'azzurro, carica di un leone d'oro, con il capo d'oro, carico di un'aquila coronata, di nero (citato in (18)) |
|        | Gresti (Milano) Titoli: Nobile di S. Leonardo interzato in palo: il 1º troncato di azzurro allo scaglione d'oro e di argento a tre stelle d'azzurro; il 2º d'oro al monte di verde di tre cime sostenente un gallo al naturale; il 3º d'azzurro all'ancora, di nero, cucita, sormontata da 3 stelle (6) d'oro, ordinate in fascia (citato in (4) – Vol. III pag. 560) interzato in palo : il primo troncato di azzurro e di argento - scaglione di oro sull'azzurro - 3 stelle (5 raggi) di azzurro poste in fascia su argento - monte a 3 cime di verde uscente dalla punta cimato da un gallo al naturale su oro - ancora di nero posta in palo a 3 marre su azzurro sormontata da - 3 stelle (6 raggi) di oro poste in fascia in alto su azzurro (citato in LEOM) Cimiero: la stella (6) d'oro |
|        | Greuther (Napoli) 3 gigli di argento su azzurro posti 2,1 (citato in LEOM) |

### Gria
| Stemma | Casato e blasonatura |
| ------ | --- |
|        | Gria o Griglia (Rivarolo) Titolo: conti di Malgrà; consignori di Castellamonte, Castellazzo Bandato d'argento e d'azzurro, la seconda banda d'azzurro carica di due ferri di dardo, d'oro, posti a piombo alias Bandato d'argento e d'azzurro, la seconda banda d'azzurro carica di due ferri di dardo, d'oro, posti in sbarra Motto: Arma pro amico (citato in (18)) |

### Grib
| Stemma | Casato e blasonatura |
| ------ | --- |
|        | Gribaldenghi Titolo: signori di Arignano, Barbania, Mombello, Montalto D'oro, al decusse d'azzurro, ancorato Motto: Pour l'avenir (citato in (18)) |

### Gric
| Stemma | Casato e blasonatura |
| ------ | --- |
|        | Gricci (Firenze) D'azzurro, al grifone d'oro tenente in palo una spada al naturale (citato in (15)) |
|        | Gricci o Gricci del Lion Nero (Toscana) (DE) In Blau 1 goldener Drache, mit beiden Pranken 1 silbernes Schwert haltend (citato in (28)) |
|        | Griccioli (Firenze, Siena) troncato: al primo, di rosso; al secondo, di azzurro al giglio fiorito d'oro (citato in (4) – Vol. III pag. 560) Troncato di rosso e d'azzurro, al giglio d'oro posto nel secondo (citato in (15)) giglio fiorito di oro sull'azzurro del - troncato di rosso e di azzurro (citato in LEOM)                                                  |
|        | Griccioni (Pistoia) Interzato in fascia: nel 1º d'oro, al crescente montante d'argento; nel 2º d'azzurro, a quattro filetti increspati d'argento posti in palo; nel 3º d'oro pieno alias Interzato in fascia: nel 1º d'oro, al crescente montante d'argento; nel 2º d'azzurro, a cinque filetti increspati d'argento posti in palo; nel 3º d'oro pieno (citato in (15)) |

### Grif
| Stemma | Casato e blasonatura |
| ------ | --- |
|        | Grifeo o Graffeo (Sicilia - Partanna, Palermo) Titolo: barone di Partanna; visconte di Galtellin (oggi Galtellì, in Sardegna); marchese di Antella; duca di Ciminna, Floridia, Gualteronia, Tripi, Protonotarato, Valverde; principe di Partanna, Palagonia, Pantelleria spaccato: nel 1º d'oro, al grifo passante di nero con la branca destra erta combattente; nel 2º d'oro, a tre bande d'azzurro (in alcune versioni, le più antiche o talvolta nel 1600, il Grifone risulta coronato, come nella Cattedrale di Mazara del Vallo - anche per le barre, a volte sono rappresentate come sbarre) (citato in DAlena e in Mango) di oro, con tre sbarre d'azzurro, abbassate sotto una riga dello stesso, sormontata da un grifo di nero passante con la branca destra erta combattente (citato in (25)) alias troncato: nel 1º d'oro, al grifone di rosso passante sulla partizione; nel 2º d'oro, a tre sbarre d'azzurro (citato in DAlena e in Mango) Mantello di velluto scarlatto Corona di principe 'Motto: Noli me tangere (citato in CROL – pag. 336) Notizie storiche in Famiglie nobili di Sicilia. Sito ufficiale della Famiglia Grifeo di Partanna. |
|        | Grifeo (Caltagirone, Napoli) Titolo: nobili dei principi di Partanna / conte sul cognome, principi di Pantelleria e conti di Buscemi d'oro, troncato da un filetto d'azzurro; nel 1º un grifone di nero passante sulla partizione; nel 2º a tre sbarre d'azzurro (citato in (4) – Vol. III pag. 561 e in (19)) filetto in fascia di azzurro su oro - grifo passante di nero sul filetto su oro - 3 sbarre di azzurro su oro in basso (citato in LEOM) alias d'oro, troncato da un filetto di nero; nel 1º un grifone di nero passante sulla partizione; nel 2º a tre sbarre d'azzurro (citato in (4) – Vol. III pag. 561, in (19), in (24) e in (25)) filetto in fascia di nero su oro - grifo passante di nero sul filetto su oro - 3 sbarre di azzurro su oro in basso (citato in LEOM) alias troncato: 1º d'oro, al grifone di rosso passante; 2º d'oro, a tre sbarre d'azzurro (citato in (4) – Vol. III pag. 561 e in (19)) grifo di rosso passante in alto su oro - 3 sbarre di azzurro su oro (citato in LEOM) Motto: Noli me tangere Notizie storiche in Famiglie nobili di Sicilia. Ulteriori notizie storiche in Nobili napoletani. |
|        | Grifeo (Napoli) di oro, con tre sbarre d'azzurro, col capo cucito di oro al grifo passante di nero (citato in (4) – Vol. III pag. 563) 3 sbarre di azzurro su oro - grifo passante di nero su oro in capo (citato in LEOM) Motto: Noli me tangere |
|        | Griffalgoni (Verona) Grifone (citato in DAlena) |
|        | Griffi (Val Camonica) d'azzurro, al grifone d'oro, armato, rostrato e lampassato di rosso (Tratto da: Blasonario Blasonario Camuno (archiviato dall'url originale il 28 luglio 2008).) (citato in DAlena |
|        | Griffi (Venezia, Merano, Padova) Titoli: Nobile troncato, al 1º d'oro al grifo di verde, nascente; al 2º di verde (citato in (4) – Vol. III pag. 563) grifo rampante nascente dalla troncatura di verde sull'oro del - troncato di oro e di verde (citato in LEOM) |
|        | Griffi (Napoletano) (la blasonatura non è stata ancora caricata) (citato in (24)) |
|        | Griffi (Venezia) grifo rampante troncato di azzurro e di oro su troncato di oro e di azzurro (citato in LEOM) |
|        | Griffi (Venezia) grifo rampante di oro su partito di rosso e di azzurro (citato in LEOM) |
|        | Griffith (Parma) inquartato: nel 1º partito: a) di azzurro a tre cipressi al naturale disposti 2 e 1; b) di nero al leone al naturale, rampante, accompagnato da 8 rosette d'argento, bottonate di oro e disposte: 3 in capo, 3 in punta e 2 ai lati; nel 2º d'oro all'aquila coronata di nero, col volo spiegato; nel 3º partito: a) d'argento alla spada al naturale, la punta verso il capo e attraversata in alto da un crescente montante d'argento; l'elsa sostenente due leoncini al naturale controrampanti alla spada; b) d'argento al leone al naturale, rampante, accompagnato da tre moscature di ermellino disposte due ai cantoni superiori dello scudo e una in punta; nel 4º d'azzurro a due branche di orso, d'oro, recise e passate in croce di Sant'Andrea e accompagnate in capo da tre aquilotti d'oro, posti in fascia (citato in (4) – Vol. III pag. 564) 3 alberi cipressi di verde posti 2,1 su azzurro - leone rampante al naturale accompagnato da 8 rose di argento poste 3,2,3 su nero - aquila coronata di nero su oro - spada in palo punta in alto attraversata da una luna montante di argento e accostata ai lati da - 2 leoni controrampanti al naturale su argento - leone rampante al naturale accompagnato da 3 mosche di armellino di nero poste 2,1 su argento - 2 zampe di orso incrociate di oro sormontate da - 3 aquilotti di oro posti in fascia in alto tutto su azzurro (citato in LEOM) |
|        | Griffo (Napoli, Sicilia) d'argento, al grifo di rosso, rampante contro un albero di verde, adestrato da una stella d'azzurro, di otto raggi (citato in DAlena e in Mango) |
|        | Griffoli (Siena) D'azzurro, alla gemella in banda d'oro, ciascun pezzo caricato di tre gigli del campo, posti nel senso della pezza alias Di cielo, all'albero di quercia nodrito sul terreno e attraversato al tronco da un porco passante sul terreno stesso e cinghiato d'argento; il tutto al naturale (citato in (15)) |
|        | Griffoli (Siena) Grifone (citato in DAlena) |
|        | Griffoli da Terranuova (Firenze) Partito: nel 1° di..., al grugno di cinghiale di..., difeso di..., uscente dalla partizione; nel 2° di..., alla fascia scaccata di tre file di... e di... (citato in (15)) |
|        | Griffoli de' Montecchiesi (Siena) D'azzurro, al grifone di rosso (citato in (15)) |
|        | Griffoni (Bologna) di nero, al grifone d'oro, alla banda di rosso attraversante; al capo d'Angiò (citato in (11) – pag. 404) |
|        | Grifi (Firenze) d'azzurro al grifone di rosso tenente nelle branche anteriori un compasso di oro rovesciato (citato in (4) – Vol. III pag. 565) D'azzurro, al grifone di rosso tenente un compasso aperto con le punte in basso d'oro (citato in (15)) grifo rampante di rosso tenente nelle zampe anteriori un compasso aperto punte al basso di oro su azzurro (citato in LEOM) |
|        | Grifi (Pisa) Di rosso, al grifone d'oro (citato in (15)) |
|        | Grifi (Pisa) (DE) In Rot 1 silberner Drache (citato in (28)) |
|        | Grifo (Napoli) Grifone (citato in DAlena) |
|        | Grifo (Messina) d'oro, alla sbarra di nero, sostenente un gatto rivolto dello stesso (citato in Mango) |
|        | Grifo (Sicilia) d'argento, col grifo di rosso, rampante contro un albero di verde, addestrato da una stella d'azzurro di otto raggi (citato in (25)) Notizie storiche in Famiglie nobili di Sicilia. |
|        | Grifoni (Firenze) d'oro al grifone nero rampante sormontato di rastrello rosso tramezzato con tre palle di cui la centrale di azzurro col giglio di Francia e le laterali rosse (citato in (4) – Vol. III pag. 565 e in DAlena) grifo rampante di nero sormontato da - lambello di rosso (4gocce) tra le quali 3 palle - la centrale di azzurro caricata di un giglio di oro e le laterali di rosso tutto su oro (citato in LEOM) |
|        | Grifoni (Firenze) banda di rosso su - grifo rampante di nero su oro (citato in LEOM) |
|        | Grifoni (Siena) Di rosso, alla fascia d'oro, accompagnata in capo da un grifone d'argento, talvolta coronato d'oro, nascente dalla fascia stessa; e in punta da una rosa d'oro alias Di rosso, alla fascia d'oro, accompagnata in capo da un grifone d'argento, talvolta coronato d'oro, nascente dalla fascia stessa; e in punta da una rosa d'argento (citato in (15)) |
|        | Grifoni (Roma) (la blasonatura non è stata ancora caricata) (Immagine nell' Archivio Storico Capitolino (PDF) (archiviato dall'url originale il 4 marzo 2016).) |
|        | Grifoni (Firenze) Di rosso, al grifone d'oro (citato in (15)) |
|        | Grifoni (San Miniato, Pisa, Firenze) D'oro, al grifone di nero accompagnato in capo da tre palle ordinate fra i quattro pendenti di un lambello di rosso, la palla centrale d'azzurro, caricata di tre gigli d'oro, 1.2, e le due laterali di rosso (citato in (15)) |
|        | Grifoni Maestrelli (Siena) D'azzurro, al grifone d'oro (citato in (15)) |
|        | Grifoni Tarati (Pistoia) D'azzurro, a sei teste di leone d'oro, lampassate di rosso, 3.2.1; con il capo cucito d'Angiò (citato in (15)) |

### Grig
| Stemma | Casato e blasonatura |
| ------ | --- |
|        | Grigioni (Firenze) Di rosso, a due leoni affrontati al naturale, sostenenti una palla d'azzurr (citato in (15)) |
|        | Grignani o Grignano (Trapani, Marsala) troncato di rosso e d'argento, all'aquila spiegata al naturale, coronata d'oro, tenente con l'artiglio destro un fascio di spighe di frumento al naturale, posto nel rosso (citato in Mango) |
|        | Grignano (Marsala, Trapani) Titolo: nobile; conte di S. Carlo troncato di rosso e d'argento, all'aquila spiegata al naturale, coronata d'oro, tenente con l'artiglio destro un fascio di spighe di frumento al naturale, posto nel rosso (citato in (4) – Vol. III pag. 565, in (19) e in (25)) aquila al naturale coronata di oro su troncato di rosso e di argento tenente con l'artiglio destro un fascio di spighe al naturale sfiorante in banda l'ala destra (citato in LEOM) Notizie storiche in Famiglie nobili di Sicilia. |
|        | Grignano (Sicilia) di rosso, diviso d'argento (citato in (25)) Notizie storiche in Famiglie nobili di Sicilia. |
|        | Griguolo (Chioggia) (la blasonatura non è stata ancora caricata) (citato in Araldica gentilizia (archiviato dall'url originale il 5 marzo 2016).) |

### Gril
| Stemma | Casato e blasonatura |
| ------ | --- |
|        | Grilla di rosso, alla banda d'argento, caricata di un grillo di nero (citato in (6) – pag. 136) |
|        | Grilla o Grillo (Ovada) Di rosso, alla sbarra d'argento, caricata di un grillo al naturale (citato in (31)) |
|        | Grillandi (Pistoia) Di rosso, al giogo posto in banda al naturale, attraversante su un chiodo posto in palo dello stesso; il tutto accompagnato da tre ghirlande di verde, due nei cantoni del capo e una in punta alias Di rosso, al giogo posto in banda al naturale, attraversante su un chiodo posto in sbarra dello stesso; il tutto accompagnato da tre ghirlande di verde, due nei cantoni del capo e una in punta (citato in (15))                                     |
|        | Grillanti (Firenze) D'oro, alla fascia diminuita d'azzurro, accompagnata da tre ghirlande di verde, 2.1 (citato in (15)) |
|        | Grillanti (Firenze) D'oro, alla banda di verde accompagnata da tre ghirlande dello stesso, fiorite di rosso, 2.1 (citato in (15)) |
|        | Grillenzoni (Carpi, Modena, Bologna, Milano, Roma, Finale nell'Emilia) d'oro, ad una branca d'orso al naturale, impugnante una gamba di vitello pure al naturale, recisa di rosso, ed accompagnata da tre stelle di rosso di otto raggi, una in capo e due in punta (citato in (4) – Vol. III pag. 566 e pag. 567) zampa di orso al naturale impugnante una gamba di vitello dello stesso posta in palo su oro - 3 stelle (8 raggi) di rosso poste 1,2 su oro (citato in LEOM) |
|        | Grillet (Piemonte) Leone leopardito (citato in DAlena) |
|        | Grilli (Livorno) di azzurro alla sbarra di argento caricata di un grillo di nero passante e rivoltato, e sormontata da una stella di sei punte d'oro (citato in (4) – Vol. III pag. 568) grillo di nero passante rivolto su sbarra di argento su azzurro - stella (6 raggi) di oro posta in alto su azzurro (citato in LEOM) Motto: Nitimur in vetitum |
|        | Grilli (Cortona) di azzurro alle tre mezze lune d'oro rovesciate (2 e 1) (citato in (4) – Vol. III pag. 569) D'azzurro, a tre crescenti rovesciati d'oro, 2.1 (citato in (15)) 3 lune capovolte di oro poste 2,1 su azzurro (citato in LEOM) |
|        | Grilli (Firenze) D'argento, a tre grilli passanti di nero, 2.1, e allo scudetto di Gangalandi posto in cuore (citato in (15)) |
|        | Grilli (Firenze) Di..., al grillo di..., saltante sopra un tronco d'albero posto in banda di... (citato in (15)) |
|        | Grilli (Cagli) (la blasonatura non è stata ancora caricata) (citato in DAlena) |
|        | Grilli (Lunigiana) Grillo (citato in DAlena) |
|        | Grilli (Cesena) (la blasonatura non è stata ancora caricata) (citato in BLCW) Immagine in Blasone Cesenate. |
|        | Grillo di rosso alla banda d'argento caricata di un grillo nero posto in banda (citato in (4) – Vol. III pag. 498) |
|        | Grillo (Genova, Moneglia) di rosso alla banda d'oro carica di un grillo di nero a 6 zampe (citato in (4) – Vol. III pag. 569) grillo visto di dorso di nero su banda di oro su rosso (citato in LEOM) |
|        | Grillo (Alessandria, Torino) di rosso alla banda d'oro carica di un grillo al naturale (citato in (4) – Vol. III pag. 569) grillo visto di dorso al naturale su banda di oro su rosso (citato in LEOM) |
|        | Grillo (Pisa, Sicilia) Grillo (citato in DAlena) |
|        | Grillo (Genova, Napoli) Grillo (citato in DAlena) |
|        | Grillo (Genova) Titolo: marchesi di Capriata, Carpeneto, Francavilla, Lerma; signori di Basaluzzo, Cassano Spinola, Castelnuovo; consignori di Casaleggio Boiro, Cassinelle, Molare, Quattordio Di rosso, alla banda d'oro, carica di un grillo di nero alias Di rosso, alla banda d'argento, carica di un grillo di nero Motto: Nititur in vetitum (citato in (18)) |
|        | Grillo (Genova, Alessandria, Torino) Titolo: nobili; conti Di rosso, alla banda d'oro, carica di un grillo di nero Motto: Nititur in vetitum (citato in (12) e in (18)) |
|        | Grillo (Casale Monferrato) Titolo: nobili; conti Di rosso, alla banda d'oro, carica di un grillo di nero Motto: Nititur in vetitum (citato in (12) e in (18)) |
|        | Grillo (Noto, Palermo) Titolo: barone di Martella d'azzurro, alla scala d'oro, sostenente un grillo di rosso, in atto di salire (citato in Mango) d'azzurro, con la scala a pioli d'oro posta in banda, accompagnata da un grillo saliente di rosso (citato in (25)) Corona di barone Notizie storiche in Famiglie nobili di Sicilia. |
|        | Grillo (Roma) (la blasonatura non è stata ancora caricata) (Immagine nell' Archivio Storico Capitolino (PDF) (archiviato dall'url originale il 4 marzo 2016).) |
|        | Grillo Scarlatti (Roma) (la blasonatura non è stata ancora caricata) (Immagine nell' Archivio Storico Capitolino (PDF) (archiviato dall'url originale il 23 febbraio 2017).) |
|        | Grillotti (Urbino) Grillo (citato in DAlena) |

### Grim
| Stemma | Casato e blasonatura |
| ------ | --- |
|        | Grimalda o Grimaldi (Ovada) Fusato in palo di rosso e d'argento (citato in (31)) |
|        | Grimaldi fusato d'argento e di rosso (citato in (4) – pag. 355 e in Vol. II pag. 435 e in DAlena) |
|        | Grimaldi Titolo: marchesi di Boves e Peveragno; conti di Archia, Bellino, Boglio e Alpe di Peona, Levenzo, Rimplas; baroni di Massoins e Ascros; signori di Baussone, Belvedere, Bojone, Castiglione, Cigala, Entraunes e Villanova, Eza, Ilonza, La Turbia, Maria, Mas, Montaldeo, Murazzano, Revest, Roccabruna, Roccagrimalda, S. Stefano, Santa Agnese, Sauze, Todone, Toetto Scarena, Torretta Revest, Villar del Varo; consignori di Belforte, Cadenetta, Castelnuovo, Castelnuovo d'Entraunes, Conségudes, Costigliole, Faliçon, Lu, Pamparato, Roccasterone Fusato di rosso e d'argento (citato in (18)) alias Fusato d'argento e di rosso (citato in (18)) alias Inquartato, al 1° e 4° di rosso, alla stella (16), d'oro (Boglio), al 2° e 3° di Grimaldi (citato in (18)) alias Inquartato di Boglio (d'oro, alla stella (16) di rosso) e di Grimaldi (citato in (18) e in (27)) Cimiero: una testa di cinghiale nera / due tigri al naturale per sostegni Motto: In Domino confido - Dur à savoir |
|        | Grimaldi (Liguria, Pinerolo, Chambéry, Torino, Belgio) Titolo: conti del Poggetto; consignori di Costigliole Fusato d'argento e di rosso (citato in (18) e in (27)) Cimiero: un grifone alato di color naturale, tenente l'artiglio sinistro sopra l'elmo, ed il destro in alto, coronato di oro Motto: In Domino confido |
|        | Grimaldi (Carignano) Fusato d'argento e di rosso Motto: Educatione (citato in (18)) |
|        | Grimaldi (Villafalletto) Fusato d'argento e di rosso Motto: In Domino confido (citato in (18)) |
|        | Grimaldi (Genova) d'argento, fusato di 15 pezzi di rosso in palo 5, 5, 5 (citato in (2) – pag. 278, in (6) - pag. 131 (fusato d'argento, e di 15 pezzi di rosso) e in DAlena) |
|        | Grimaldi (Treia) troncato: nel 1º di rosso all'aquila di argento con ali spiegate, e posata sulla partizione; nel 2º scaccato di rosso e di argento (citato in (4) – Vol. III pag. 570) aquila di argento posta sul rosso del troncato di rosso e - scaccato di argento e di rosso (citato in LEOM) |
|        | Grimaldi (Catania, Castrogiovanni, Modica) Titolo: barone della Bozzetta, Risicalla, Carranciara, Geracello, S. Caterina, Voltamonaca, Sittibillini, S. Giovanni, Sirumi, Serravalle, Niscima, Bosco, Calemezano, Piombo, Boncamero, Delia; marchese di Terresena; principe di S. Caterina fusato: di rosso e di argento di 15 pezzi posti in palo (5, 5, 5) (Grimaldi di Serravalle) (citato in (4) – Vol. III pag. 570) losangato di argento e di rosso (15 pezzi) (citato in LEOM) alias inquartato: al 1º e 4º d'oro, all'aquila di nero, coronata dello stesso, linguata di rosso; al 2º e 3º fusato in palo di rosso e d'argento (citato in (4) – Vol. III pag. 570 e in Mango) aquila coronata di nero su oro - losangato di rosso e di argento (citato in LEOM) alias inquartato: al 1º e 4º d'oro, all'aquila di nero, coronata dello stesso, linguata di rosso; al 2º e 3º fusato in palo di rosso e d'argento; sul tutto d'azzurro a tre gigli d'oro (citato in (4) – Vol. III pag. 570 e in Mango) inquartato; nel 1° e 4°, d'oro, con l'aquila spiegata e coronata di nero; nel 2° e 3°, fusate d'argento e di rosso; sopra il tutto; d'azzurro, a tré gigli d'oro posti 2,1, ch'è l'arme di Francia (citato in (25)) 3 gigli di oro posti 2,1 su scudetto di azzurro su - aquila coronata di nero su oro - losangato di rosso e di argento (citato in LEOM) Lo scudo accollato all'aquila bicipite al volo abbassato di nero, linguata ed armata di rosso, coronata all'imperiale, afferrante un nastro col motto: Deo Juvante Cimiero: l'aquila di nero coronata d'oro alias Cimiero: un monaco nascente, impugnante una spada con la destra Corona di principe Supporto: l'aquila bicipite coronata all'imperiale Motto: Deo iuvante Notizie storiche in Famiglie nobili di Sicilia. Ulteriori notizie storiche in Famiglie nobili di Sicilia. |
|        | Grimaldi (Catania, Enna, Modica) losangato di argento e di rosso - capo di rosso pieno (citato in LEOM) |
|        | Grimaldi o Oliva Grimaldi (Napoli, Reggio Calabria, Catanzaro) fusato d'argento e di rosso (citato in (4) – Vol. III pag. 573 e pag. 574 e in (24)) alias d'oro all'albero di ulivo sradicato di verde (citato in (24)) Notizie storiche in Nobili napoletani. |
|        | Grimaldi (Catanzaro) Fusato d'oro e di rosso. Il capo dell'impero (citato in DAlena e in BLCL) |
|        | Grimaldi (Catanzaro) aquila di nero coronata di oro su oro - losangato di argento e di rosso (citato in LEOM) |
|        | Grimaldi (Schaerbeck (Belgio)) fusato d'argento e di rosso (citato in (4) – Vol. III pag. 574) losangato di argento e di rosso (citato in LEOM) Motto: In domino confido |
|        | Grimaldi (Reggio Emilia, Schaerbeck) losangato di argento e di rosso (20 pezzi: 5 x 4) (citato in LEOM) |
|        | Grimaldi (Napoli, Roccapiemonte, Roma) Titolo: Nobili dei patrizi genovesi fusato d'argento e di rosso alias fusato di rosso e d'argento alias fusato d'argento e di rosso caricato con una banda (d'argento ?) (citato in (19)) |
|        | Grimaldi (Cesena) (la blasonatura non è stata ancora caricata) (citato in BLCW) Immagine in Blasone Cesenate. |
|        | Grimaldo Titoli: Principi di Salerno un campo di quadretti acuti, scompartiti d'oro, e rosso che fanno bellissimo vedere (citato in (7) – pag. 383) |
|        | Grimani (Venezia) palato d'argento e di rosso di otto pezzi (citato in (2) – pag. 400, in (6) - pag. 146 e in DAlena) |
|        | Grimani (Venezia) Titoli: N.U.N.D., patrizio veneto palato d'argento e di rosso di 8 pezzi, alla crocetta piana e scorciata del secondo, caricante il terzo palo verso il capo (citato in (4) – Vol. III pag. 574) palato di argento e di rosso (8 pezzi) - il secondo palo di argento caricato in alto da una crocetta di rosso (citato in LEOM) Cimiero: il corno dogale (Immagine nella Raccolta stemmi Trippini (JPG).) |
|        | Grimani (Sicilia) d'oro, con tre pali d'azzurro (citato in (25)) Notizie storiche in Famiglie nobili di Sicilia. |
|        | Grimani (Cesena) (la blasonatura non è stata ancora caricata) (citato in BLCW) Immagine in Blasone Cesenate. |
|        | Grimani Giustiniani (Venezia, S, Polo) Titoli: N.U.N.D., patrizio veneto, conte dell'I. A. semi troncato e partito: il 1º di Grimani, che è palato d'argento e di rosso di otto pezzi; il secondo palo di argento caricato di una crocetta di rosso verso il capo; il 2º di Giustiniani che è d'oro all'aquila di nero, bicipite, coronata sulle due teste ed armata del campo; il 3º di Donà che è: d'oro a due fasce d'azzurro (citato in (4) – Vol. III pag. 575) palato di argento e di rosso (8 pezzi) - il secondo palo di argento caricato in alto da una crocetta di rosso - aquila bicipite di nero coronata su ambo le teste di oro su oro - 2 fasce di azzurro su oro (citato in LEOM) |
|        | Grimi (Pistoia) Di rosso, al palo di vaio (citato in (15)) |

### Grin
| Stemma | Casato e blasonatura |
| ------ | --- |
|        | Grindelli (Bosco Marengo) D'azzurro, a tre campane d'argento, 2, 1 (citato in (18))                                                                    |
|        | Grini e Grini Sartori (Belluno) Titoli: Nobile di rosso a tre fasce d'oro (citato in (4) – Vol. III pag. 576) 3 fasce di oro su rosso (citato in LEOM) |

### Grio
| Stemma | Casato e blasonatura |
| ------ | --- |
|        | Grio (Polistena) (la blasonatura non è stata ancora caricata) (Immagine nella Raccolta stemmi Trippini (JPG).)                                            |
|        | Grioni (Venezia) (FR) D'azur, à la bande d'or, ch. de trois cigales de sable. (citato in JB Rietstap (archiviato dall'url originale il 26 ottobre 2019).) |

### Grip
| Stemma | Casato e blasonatura |
| ------ | --- |
|        | Grippa (Torino) Di rosso, al castello d'argento, accompagnato in punta da due spade, al naturale, abbassate e decussate, con il capo d'oro, carico di un'aquila di nero Motto: Nec obscura nec ima (citato in (18)) |
|        | Grippari o Glippari (Messina) partito: nel 1° d'argento; nel 2° di rosso, alla mezza croce d'oro, movente dalla partizione (citato in Mango e in (25)) Notizie storiche in Famiglie nobili di Sicilia.              |

### Gris
| Stemma | Casato e blasonatura |
| ------ | --- |
|        | Grisaldi del Taja (Siena) Partito: nel 1° di rosso, al grifone d'argento sostenuto da un monte di sei cime dello stesso; nel 2° d'azzurro, alla zampa bovina posta in palo di..., posta in mezzo a cinque stelle a sei punte d'oro, 2.2.1 (citato in (15)) |
|        | Grisaldi della Taja (Siena, Buonconvento) grifo rampante di argento su monte a 6 cime dello stesso uscente dalla punta su rosso - zampa di bue recisa al naturale su azzurro - 5 stelle (8 raggi) di oro poste 2,2,1 su azzurro (citato in LEOM) |
|        | Grisani ? (Cherasco) D'azzurro, a tre stelle d'oro (citato in (18)) |
|        | Grisella (Casale, Chieri) Titolo: marchesi di Rosignano; conti di Camagna, Cunico, Montemagno; signori di Cinzano, Moncucco, Pogliano, Vergnano; consignori di Aramengo, Calliano, Cellamonte, Chieri, Cocconato, Lignano, Mombello, Montiglio, Sala D'argento, al castello d'oro, cucito, di tre torri, cinto da due rami di ribes, piegati in dentro a voluta in alto, decussati in basso, al naturale alias D'argento, al castello di rosso, aperto e finestrato d'azzurro, cinto da due rami di ribes, piegati in dentro a voluta in alto, decussati in basso, al naturale alias D'argento, al castello di rosso, di tre torri, cinto da due rami di ribes, piegati in dentro a voluta in alto, decussati in basso, al naturale Motto: Servi a Dio e non fallire grida Griselli e lascia dire (citato in (18)) |
|        | Grisi o Grisii o Grisio (Cherasco) Di rosso, al leone d'oro, con il capo d'azzurro, cucito, carico di due stelle, d'oro (citato in (18)) |
|        | Grisi e Grisi Rodoli (Racconigi, Torino) Titolo: conti de La Piè di Lirano; signori di Moriondo Di rosso, al leone d'argento, con il capo d'azzurro, cucito, carico di due stelle, d'oro Motto: Per ardua decus (citato in (18)) |
|        | Grisi Rodoli (Torino) di rosso al leone d'argento, col capo d'azzurro, cucito, carico di due stelle di oro (citato in (4) – Vol. III pag. 576) leone rampante di argento su rosso - 2 stelle (5 raggi) di oro poste in fascia su azzurro in capo (citato in LEOM) Cimieri: a destra, un fascio di cinque picche al naturale, all'ingiù, impugnate; a sinistra, una banderuola d'azzurro, crociata d'argento, inclinata in isbarra Motto: Per ardua |
|        | Grismondi (Milano) braccio destro uscente da sinistra vestito di rosso reggente con la mano di carnagione un globo di argento cerchiato e crociato di oro su azzurro - losangato di nero e di argento (citato in LEOM) |
|        | Grismondi (Milano) braccio destro uscente da sinistra vestito di rosso reggente con la mano di carnagione un globo di argento cerchiato e crociato di oro su azzurro - 3 fasce di nero merlate inferiormente su argento (citato in LEOM) |
|        | Grismondi (Milano) braccio sinistro uscente da destra vestito di rosso reggente con la mano di carnagione un globo di argento cerchiato e crociato di oro su azzurro - scaccato di argento e di nero (citato in LEOM) |
|        | Grismondi (Milano) braccio destro uscente da sinistra vestito di rosso reggente con la mano di carnagione un globo di argento cerchiato e crociato di oro su azzurro - palato (5 pezzi) ogni palo controcapriolato di argento e di nero (citato in LEOM) |
|        | Grisollo (Veneto) d'argento, alla fascia di verde (citato in Cognomix.) |
|        | Grisone (Ravello) D'oro alla banda. di rosso, caricata da tre caprioli di argento ed accompagnata da due leoni al naturale (citato in DAlena, in (24) e in Chiese di Ravello.) alias d'oro alla banda di rosso, caricata da tre caprioli di argento ed accompagnata da due grisi di nero (citato in DAlena) alias d'oro alla banda di rosso, caricata da tre caprioli di argento ed accompagnata da due gatti grifi di nero (citato in DAlena) alias di oro al leone al naturale attraversato da una sbarra di rosso, caricata da tre caprioli di argento (citato in DAlena) |
|        | Grisoni (Molfetta) d'oro, alla banda di rosso caricata di 5 scaglioni d'argento, e accompagnata da 2 leoni al naturale, uno in capo e uno in punta (citato in ) |
|        | Grisoni (Treviso) (FR) D'or, à la croix de sinople, ch. sur le bras supérieur d'une croisette du champ (citato in JB Rietstap (archiviato dall'url originale il 26 ottobre 2019).) |
|        | Grispani (Cesena) (la blasonatura non è stata ancora caricata) (citato in BLCW) Immagine in Blasone Cesenate. |

### Grit
| Stemma | Casato e blasonatura |
| ------ | --- |
|        | Gritta (Genova, Monterosso al Mare) trinciato alla banda d'argento sulla partizione caricata di un granchio di mare di rosso posto nel verso della stessa; sopra, d'azzurro alla cometa d'oro posta in palo; sotto di nero, con la campagna di verde (citato in (4) – Vol. III pag. 577) granchio di rosso posto in banda e rovesciato su banda di argento su trinciato di azzurro e di nero - cometa di oro posta in palo su azzurro - terrazzo di verde uscente dalla punta su nero (citato in LEOM)          |
|        | Gritta o Gritti (Novara) Titolo: signori di Landiona, Vicolungo Inquartato d'azzurro e d'argento, con la rondella d'oro, in cuore, carica di un granchio, di nero alias Inquartato d'azzurro e d'argento, con la rondella di nero in cuore, carica di un granchio, d'oro (citato in (18)) |
|        | Gritta (Genova) Serpente (citato in DAlena) |
|        | Gritti (Venezia) Titoli: N.U.N.D., patrizio veneto, Conte di Zumelle, Conte dell'I. A. troncato di azzurro alla crocetta d'argento e d'argento (citato in (4) – Vol. III pag. 578 e in DAlena) crocetta di argento sull'azzurro del - troncato di azzurro e di argento (citato in LEOM) (Immagine nella Raccolta stemmi Trippini (JPG).) |
|        | Gritti (Bergamo) Titoli: Nobile d'azzurro alla fascia d'oro, con due chiavi attraversanti, l'ingegno all'insù, addossate, legate e decussate, accompagnate in capo ed ai fianchi da tre quadrifogli, il tutto d'argento (citato in (4) – Vol. III pag. 579) 2 chiavi incrociate di argento gli ingegni all'esterno su fascia di oro su azzurro - 3 quadrifogli di argento posti uno in alto su azzurro e 2 sulla fascia di oro (citato in LEOM)                                                                 |
|        | Gritti (Val Brembana) D'azzurro, alla fascia d'oro; con due chiavi d'argento, incatenate dello stesso, passate in croce di S. Andrea, cogli ingegni in alto, ed attraversanti sul tutto, accompagnate da tre rose d'argento, una in alto, e le altre due sotto la fascia negli angoli (citato in Stemmi della Val Brembana (archiviato dall'url originale il 6 gennaio 2013).) |
|        | Gritti Morlacchi (Milano) di rosso a due chiavi decussate, l'ingegno all'insù ed all'infuori, accantonate in capo e punta da due rose, a destra da un nodo gordiano, a sinistra da due triangoli intrecciati, il tutto d'argento (citato in (4) – Vol. III pag. 579) 2 chiavi di argento incrociate gli ingegni all'interno su rosso accantonate da - 2 rose di argento poste in palo e da - a sinistra nodo di Savoia di argento - a destra da una stella di Davide di argento tutto su rosso (citato in LEOM) |

### Grix
| Stemma | Casato e blasonatura |
| ------ | --- |
|        | Grixoni (Sardegna) (la blasonatura non è ancora caricata) |
|        | Grixoni (Chiaramonte, Varazze) di argento alla colonna al naturale Cimiero: Elmo da nobile ornato dei lambrecchini dei colori dello scudo (citato in (4) – Vol. III pag. 579) colonna uscente dalla punta al naturale su argento (citato in LEOM) |
|        | Grixoni (Chiaramonti, Genova, Sassari) Di rosso alla colonna con base a capitello d'argento corpnata d'oro (citato in DAlena) |

### Griz
| Stemma | Casato e blasonatura |
| ------ | --- |
|        | Grizi (Iesi, Roma) di rosso al grifo d'argento rampante, linguato, coronato d'oro, impugnante coll'artiglio destro una spada di argento in banda. Fascia d'oro attraversante sul tutto (citato in (4) – Vol. III pag. 580) fascia di oro su - grifo rampante di argento coronato di oro tenente nella destra anteriore una spada di argento posta in banda su rosso (citato in LEOM) Cimiero: il grifo nascente Motto: Mo più che mai |

### Gro
| Stemma | Casato e blasonatura |
| ------ | --- |
|        | Grobert (Firenze) d'azzurro a tre liocorni d'oro passanti; i due del capo affrontati, il terzo, nella punta dello scudo, rivolto a destra; al crescente montante di argento nel cuore Cimiero: crescente montante di argento (citato in (4) – Vol. III pag. 581) D'azzurro, a tre liocorni passanti d'oro, 2.1, i due affrontati; e al crescente montante d'argento posto in cuore (citato in (15)) luna montante di argento al centro su azzurro accompagnata da - 3 liocorni passanti posti 2,1 i due primi affrontati su azzurro (citato in LEOM) |
|        | Gromi (Firenze) Di..., alla fascia abbassata di..., caricata di tre losanghe vuote di... e sormontata da un leone di..., tenente una clava di..., accompagnato dal sole orizzontale destro di... (citato in (15)) |
|        | Gromis o Gromo Richelmy (Biella, Torino) Titolo: marchesi; conti; conti di Cavaglià, Trana; consignori di Ceva, Colpastore e Colombero, Drosso, Monteu Roero, S. Stefano Roero d'oro, al capo e collo di capra, reciso, di nero (citato in (4) – Vol. III pag. 581 e in (18)) testa e collo di capra di nero recisa su oro (citato in LEOM) Cimiero: il capo e collo di capra di nero Sostegni: due mori, posti in maestà, al naturale, coronati all'antica, ricinti di un perizoma d'argento, stringenti rispettivamente nella destra e nella sinistra una lancia, posta in palo, banderuolata d'azzurro Motto: Timentibus Deum nihil deest- Spera in Deum et fac bonum |
|        | Gromis (Biella) Titolo: conti di Mirafiori e Fontanafredda; nobili dei marchesi; nobili dei conti; signori di Trana D'oro, al capo e collo di capra, di nero, reciso Motto: Timentibus Deum nihil deest- Spera in Deum et fac bonum (citato in (18)) |
|        | Gromo (Biella) D'oro, a tre monti di sale, d'argento, cuciti, quello di mezzo più altro, con il capo d'azzurro, carico di un sole d'oro Motto: Cum salis grumo (citato in (18)) |
|        | Gromo Richelmy (Biella, Torino) Titolo: conti di Ternengo; nobili dei marchesi; nobili dei conti; signori di Balocco, Bastia, Buronzo, Ceretto, Quaregna d'oro, al capo e collo di capra, reciso, di nero Cimiero: il capo e collo di capra, del campo Motto: Timentibus Deum nihil deest (citato in (4) – Vol. III pag. 583) |
|        | Grondana (Torino) D'azzurro, alla banda doppiomerlata, d'oro, accompagnata da due rose, d'argento, una in capo e l'altra in punta, con il capo di rosso, carico di un levriero d'argento, corrente Motto: Vigilantia et consilium (citato in (18)) |
|        | Grondona (Loreto, Macerata, Piemonte, Cagliari, Roma) Titolo: nobili di Loreto di argento all'aquila spiegata di nero, accompagnata in punta da 9 plinti di rosso posti 5, 4 (citato in (4) – Vol. III pag. 583 e in (18)) aquila di nero accompagnata in punta da - 9 plinti di rosso posti in verticale 5,4 tutto su argento (citato in LEOM) |
|        | Grondona (Piemonte, Genova, Cagliari, Pula) Titolo: nobili D'argento, alla fascia scaccata di rosso e d'argento di due file, accompagnata in capo da un'aquila di nero (citato in (18)) |
|        | Grondona (Pula) di argento alla fascia scaccata di rosso e di argento di due file: la prima di 5 scacchi rossi, la seconda di 4 e accompagnata in capo da un'aquila di nero (citato in (4) – Vol. III pag. 584 e in DAlena) fascia scaccata (2file) di rosso e di argento su argento - aquila di nero in alto su argento (citato in LEOM) |
|        | Grondona (Ovada) Interzato in fascia: nel 1° d'oro pieno; nel 2° scaccato di tre file d'oro e di nero; nel 3° di verde pieno; con un'aquila col volo abbassato di nero e coronata d'oro, attraversante sul tutto (citato in (31)) |
|        | Gropalla o Gropallo (Ovada) D'azzurro, alla torre di due palchi di rosso, merlata di quattro pezzi ciascuno, fondata e aperta di verde, sostenuta da due leoni affrontati d'oro (citato in (31)) |
|        | Gropalla o Gropallo (Ovada) D'azzurro, alla torre di due palchi merlata di rosso, aperta del campo e finestrata di nero, fondata di verde e sostenuta da due leoni d'oro (citato in (31)) |
|        | Gropallo (Genova, Milano) d'azzurro alla torre d'argento chiusa, merlata di 3 alla guelfa, accostata da 2 leoncini coronati di oro (citato in (4) – Vol. III pag. 584) torre a 2 palchi merlata di 3 e di 5 pezzi alla guelfa di argento su azzurro affiancata da - 2 leoni controrampanti coronati di oro su azzurro (citato in LEOM) alias d'azzurro alla torre d'argento chiusa, merlata di 3 alla guelfa, posata sul terreno erboso, accostata da 2 leoncini coronati di oro (citato in (4) – Vol. III pag. 584) torre a 2 palchi merlata di 3 e di 5 pezzi alla guelfa di argento su terrazzo di verde su azzurro affiancata da - 2 leoni controrampanti coronati di oro su azzurro (citato in LEOM) Motto: Vitiliter age |
|        | Gropello o Groppello (Avigliana) Titolo: conti di Borgone D'azzurro, al covone attraversato da un nodo d'amore, il tutto d'oro alias D'azzurro, al covone sormontato da tre stelle, ordinate in fascia, il tutto d'oro (citato in (18)) |
|        | Groppi (Firenze) D'oro, alla fortuna di carnagione agitante un velo d'azzurro, sostenuta da una groppa di cavallo d'argento, sostenuta a sua volta da una ruota di nero uscente dalla punta (citato in (15)) |
|        | Gropplero di Troppenburg (Udine, Gemona) Titoli: Nobile, Cavaliere del S. R. I., Conte, Signore di S. Pietro di Chiazzacco, Terzimonte e Clastra inquartato: al 1º e 4º, partito d'argento e di nero all'aquila dall'uno all'altro, coronata d'oro, linguata di rosso; al 2º e 3º d'oro all'uccello ottarda al naturale, ferma sopra un monte di verde; nel 3º l'ottarda è rivoltata. Sul tutto, troncato, sopra, d'oro al camoscio di nero, linguato di rosso nascente dalla partizione; sotto, di nero al monte d'argento di tre cime (citato in (4) – Vol. III pag. 585) scudetto troncato di oro e di nero - l'oro caricato da un camoscio rampante di nero nascente dalla troncatura - il nero caricato da 3 monti al naturale di argento uscenti dalla punta tutto su - aquila partita di nero e di argento su partito di argento e di nero coronata di oro - 2 uccelli ottarde al naturale su monte al naturale di verde uscente dalla partizione su oro affrontate alla tedesca (citato in LEOM) Cimieri: 1º l'ottarda del campo nel monte, rivoltata, fra due proboscidi di elefante, a destra, troncata d'argento e di rosso, a sinistra troncata di rosso e d'argento; 2º il camoscio di nero nascente da un monte d'argento di 3 cime posto fra un volo coll'ala destra d'oro, caricato di una banda di nero, sovraccaricata di tre rose d'oro; l'ala di sinistra di nero caricata di una sbarra d'argento, sovraccaricata di tre rose di nero Motto: Virtuti fortuna comes |
|        | Groppo (Bra) D'oro, alla banda d'azzurro, carica di tre stelle del campo, accompagnata da due nodi, di rosso Motto: Fortitudo eius (citato in (18)) |
|        | Groppo (Palermo) troncato: nel 1° d'azzurro, all'uccello passante d'argento; nel 2° di rosso, a tre pali d'oro (citato in Mango e in (25)) Notizie storiche in Famiglie nobili di Sicilia. |
|        | Grosoli Pironi (Ferrara) inquartato: nel 1º e 4º fasciato d'azzurro e di oro di quattro pezzi; la prima fascia caricata della cometa d'oro dei Pecci (Grosoli); nel 2º e 3º d'oro al cigno di argento con nastro rosso al collo posto sopra un terreno di verde (Pironi) (citato in (4) – Vol. III pag. 587) fasciato di azzurro e di oro (4 pezzi) la prima fascia di azzurro caricata di una cometa di oro posta in fascia coda a destra - cigno di argento con un nastro di rosso al collo su terrazzo di verde su oro (citato in LEOM) Cimiero: il cigno Supporti: due levrieri Motto: Malo mori quam foedari |
|        | Grossardi (Parma, Medesano di Parma) Titoli: Nobile d'azzurro a 3 monti al naturale, quello di mezzo cimato da una fiamma di rosso, accompagnata in capo da 3 stelle d'oro male ordinate (citato in (2) – pag. 258 e in DAlena) d'azzurro a tre monti d'argento, quello di mezzo più alto e sostenente una fiamma di rosso accompagnata in capo da tre stelle d'oro di 8 raggi, male ordinate (citato in (4) - Vol. III pag. 588) 3 monti uscenti dalla punta di argento quello centrale più alto cimato da una fiamma di rosso su azzurro - 3 stelle (8 raggi) di oro poste 1,2 in alto su azzurro (citato in LEOM) |
|        | Grossavilla (Napoletano, Gaeta) (la blasonatura non è stata ancora caricata) (d'azzurro, al giglio d'oro) (citato in DAlena e in (24)) |
|        | Grossi d'azzurro, al leone d'oro, tenente con tre zampe un fiorone dello stesso (citato in (6) – pag. 131) |
|        | Grossi (già Fioroni) (Forlì) troncato: di azzurro e di rosso al leone tenente nelle zampe un fiorone il tutto d'oro (citato in (4) – Vol. III pag. 589) leone rampante tenente con le zampe anteriori un fiore tutto di oro su troncato di azzurro e di rosso (citato in LEOM) |
|        | Grossi (Sarzana) partito semitroncato: nel 1º d'oro all'aquila coronata di nero; nel 2º di azzurro alla banda d'oro accostata da due grossi d'argento; nel 3º di rosso a tre grossi dello stesso (citato in (4) – Vol. III pag. 589 e nel Libro d'Oro di Sarzana, sec. XVIII) aquila coronata di nero su oro - banda di oro accompagnata da - 2 palle di argento poste in sbarra su azzurro - 3 palle di argento poste 2,1 su rosso (citato in LEOM) |
|        | Grossi (Finale, Torino, Bologna) d'oro ad un braccio armato, tenente una lancia astata in palo al naturale, col capo di azzurro caricato da un giglio d'oro e sostenuto da una fascia convessa in divisa di rosso (citato in (4) – Vol. III pag. 590) braccio destro armato al naturale uscente da destra tenente con la mano di carnagione una lancia posta in palo al naturale uscente dalla punta su oro - giglio di oro su azzurro in capo - sostenuto da trangla convessa di rosso in divisa (citato in LEOM) alias di rosso, al destrocherio armato tenente una mazza, il tutto d'argento; col capo d'azzurro caricato di un giglio d'oro e sostenuto da una fascia convessa in divisa d'argento (citato in (4) – Vol. III pag. 590) braccio destro armato al naturale uscente da destra tenente con la mano di carnagione una mazza tutto di argento su rosso - giglio di oro su azzurro in capo - sostenuto da trangla convessa di argento in divisa (citato in LEOM) Motto: Iustitiae et laboris dulcis fructus |
|        | Grossi (Cetona, Firenze) d'oro a sei gigli d'azzurro, 3, 2, 1 sormontati dalla crocetta fiorentina di rosso (citato in (4) – Vol. III pag. 591) D'oro, a sei gigli d'azzurro, 3.2.1, talvolta accompagnati in capo da una crocetta di rosso (citato in (15)) |
|        | Grossi (Pescia, Pistoia) Di rosso, al leone d'oro, rampante contro un ramo di rosaio di verde, fiorito di un pezzo del campo (citato in (15)) |
|        | Grossi (Val d'Aosta, Tarantasia) D'argento, mantellato d'azzurro alias D'argento, mantellato di nero (citato in (18)) |
|        | Grossi (Toscana) (DE) In Blau 1 dreilätziger roter Turnierkragen mit je 1 goldenen Lilie zwischen den Lätzen und 1 schwebender roter Sechsberg pfahlweise (citato in (28)) |
|        | Grossi o Grosso (Ovada) D'azzurro, al globo d'argento, crociato di rosso, movente dalla punta, sormontato da una colomba tenente nel becco un ramoscello d'ulivo, il tutto al naturale (citato in (31)) |
|        | Grossi (Castello di Camporsevoli, Cetona, Firenze) 6 gigli di azzurro posti in piramide rovesciata su oro - crocetta di rosso con le braccia laterali in alto allungate su oro (citato in LEOM) |
|        | Grossi (Cesena) (la blasonatura non è stata ancora caricata) (citato in BLCW) Immagine in Blasone Cesenate. |
|        | Grossi (Cesena) (la blasonatura non è stata ancora caricata) (citato in BLCW) Immagine in Blasone Cesenate. |
|        | Grosso (Marene) partito: al 1º d'argento all'aquila di nero, accompagnata da tre stelle d'oro, cucite e male ordinate; al 2º di Messier che è di azzurro a due bordoni, o bastoni da pellegrino d'oro, decussati, legati di rosso, ed accompagnati da una stella d'argento nel punto del capo (citato in (4) – Vol. III pag. 591) aquila di nero sormontata da - 3 stelle (5 raggi) di oro poste 1,2 su argento - 2 bordoni da pellegrino di oro legati di rosso (bastoni) incrociati su azzurro - stella (5 raggi) di argento in alto su azzurro (citato in LEOM) |
|        | Grosso (Marene) aquila di nero coronata alla reale di rosso su oro - bordura di nero caricata di 8 palle di argento (citato in LEOM) |
|        | Grosso (Genova) (la blasonatura non è stata ancora caricata) (citato in DAlena) |
|        | Grosso o Grossi o Gros (Chieri, Carignano, Torino) Titolo: conti di Bruzolo, Riva, S. Giorio, Solbrito; signori di Bussoleno, Chianocco; consignori di S. Didero D'argento, all'aquila di nero, rostrata, membrata e coronata di rosso alias D'oro, all'aquila di nero, rostrata, membrata e coronata alla reale, di rosso, con la bordura di nero, carica di otto bisanti d'argento Motto: Sola voluntas - Sola voluntate (citato in (18)) |
|        | Grosso (Strevi, Casale) Titolo: consignori di Cavagnolo, Monteu da Po, Moransengo, Piazzo, Serralunga e Fornello, Terruggia D'oro, alla mano d'aquila di nero, con il capo del campo, cucito, carico di un'aquila, di nero alias D'azzurro, alla rotella d'oro, carica di una croce, del campo, e sormontata da una colomba, tenente nel becco un ramo di olivo, al naturale (citato in (18)) |
|        | Grosso (Cambiano) Troncato, al 1° d'azzurro, a tre stelle d'argento, ordinate in fascia, al 2° di rosso, al ramo di fico, con un frutto d'oro, accompagnato da due bisanti dello stesso Motto: Ex pondere quies (citato in (18)) |
|        | Grosso (Marene) Titolo: conti di Grana Partito, al 1° d'argento, all'aquila di nero, accompagnata in capo da tre stelle d'oro, cucite e male ordinate, al 2° di Messier (citato in (18)) |
|        | Grosso (Messina) d'argento, all'aquila spiegata di nero, membrata e imbeccata di rosso (citato in Mango) |
|        | Grossoli (Firenze) Fasciato di sei pezzi d'oro e d'azzurro, al capo del secondo caricato di una stella a otto punte del primo (citato in (15)) |
|        | Grottanelli (Firenze) d'argento al leone rampante troncato di rosso e d'azzurro (citato in (4) – Vol. III pag. 591 e in (15)) leone rampante troncato di rosso e di azzurro su argento (citato in LEOM) |
|        | Grottanelli (Firenze) leone rampante troncato di rosso e di verde su argento (citato in LEOM) |
|        | Grottanelli (Firenze) (d'oro, al leone troncato di rosso e d'azzurro) (citato in BNDD) Immagine ne L'araldica sarteanese nei secoli. |
|        | Grottanelli (Firenze) leone rampante troncato di rosso e di azzurro su oro (citato in LEOM) |
|        | Grotto (Adria, Roma, Padova) Titoli: Nobile d'azzurro al pellicano d'argento (senza la sua pietà) fermo sopra un ristretto di terreno al naturale (citato in (4) – Vol. III pag. 592) pellicano senza la sua pietà di argento su ristretto di terreno al naturale su azzurro (citato in LEOM) |
|        | Grotto (Rovigo) Titoli: Nobile d'azzurro al pellicano d'argento (senza la sua pietà), fermo sopra un ristretto di terreno al naturale (citato in (4) – Vol. III pag. 592) pellicano senza la sua pietà di argento su ristretto di terreno al naturale su azzurro (citato in LEOM) |

### Gru
| Stemma | Casato e blasonatura |
| ------ | --- |
|        | Grugno (Palermo) Titolo: duchi delle Gaffe d'azzurro alla torre d'oro, accompagnata da 3 teste di cignale al naturale poste in fascia nella punta (citato in (4) – Vol. III pag. 594 e in (19)) d'azzurro, alla torre d'oro, accompagnata da tre teste di cignale di nero (citato in Mango e in (25)) torre a 2 palchi di oro accompagnata da - 3 teste di cinghiale al naturale poste in fascia in punta su azzurro (citato in LEOM) alias di rosso, a tre teste di cinghiale d'oro moventi dalla punta, sormontate da un castello ad una torre merlata dello stesso, chiuso di nero (citato in (2) – pag. 141, in DAlena e in (25)) Notizie storiche in Famiglie nobili di Sicilia. Ulteriori notizie storiche in Famiglie nobili di Sicilia. |
|        | Grulli (Firenze) Di..., al carroccio di..., banderuolato di... (citato in (15)) |
|        | Grulli (Toscana) (DE) In Silber 1 rotes Wagengestell mit 2 Rädern, oben besetzt mit 1 rotgestielten silber-roten Fahne (citato in (28)) |
|        | Grumelli e Grumelli Pedrocca (Bergamo) inquartato: nel 1º e 4º di rosso all'aquila di nero; nel 2º e 3º d'azzurro, al leone d'argento linguato e unghiato di rosso (Grumelli Pedrocca) (citato in (4) – Vol. III pag. 595) aquila di nero su rosso - leone rampante di argento armato e linguato (unghie di rosso) di rosso su azzurro (citato in LEOM) alias inquartato: nel 1º e 4º di rosso all'aquila di nero; nel 2º e 3º d'azzurro, al leone d'argento linguato e unghiato di rosso, nel 3º il leone è rivoltato (Grumelli Pedrocca) (citato in (4) – Vol. III pag. 595) aquila di nero su rosso - leone rampante di argento armato e linguato (unghie di rosso) di rosso su azzurro nel secondo quarto - nel terzo tale leone rivolto (citato in LEOM) alias inquartato: nel 1º e 4º di rosso all'aquila di nero; nel 2º e 3º d'azzurro, al leone d'argento linguato e unghiato di rosso; sul tutto d'argento al cavallo d'azzurro linguato e unghiato di rosso, nascente da castello o torre di rosso (citato in (4) – Vol. III pag. 595) cavallo di azzurro rampante nascente da torre di rosso su scudetto di argento su - aquila di nero su rosso - leone rampante di argento armato e linguato (unghie di rosso) di rosso su azzurro - leone rampante rivolto di argento armato e linguato (unghie di rosso) di rosso su azzurro (citato in LEOM) alias inquartato: nel 1º e 4º di rosso all'aquila di nero; nel 2º e 3º d'azzurro, al leone d'argento linguato e unghiato di rosso; sul tutto d'argento al leone d'azzurro linguato e unghiato di rosso, nascente da castello o torre di rosso (citato in (4) – Vol. III pag. 595) leone di azzurro rampante nascente da torre di rosso su scudetto di argento su - aquila di nero su rosso - leone rampante di argento armato e linguato (unghie di rosso) di rosso su azzurro - leone rampante rivolto di argento armato e linguato (unghie di rosso) di rosso su azzurro (citato in LEOM) Ornamenti: sul 1º) leone d'argento linguato e unghiato di rosso nascente da corona di nove punte; sul 2º) leone d'argento linguato e unghiato dir osso nascente da corona a cinque punte poggiata nell'elmo sorretto da corona a nove globi allargata sopra tutto lo scudo |
|        | Grumelli o Grumelli Pedrocca (Bergamo) leone rampante di argento armato e linguato di rosso (unghie di rosso) su azzurro (citato in LEOM) |
|        | Grumelli o Grumelli Pedrocca (Bergamo) stella (6 raggi) partita di oro e di argento caricata una stella simile più piccola partita di rosso e di azzurro sormontata da una trangla di nero su scudetto di argento su - aquila di nero su oro (citato in LEOM) |
|        | Grumelli (Grumello) d'azzurro al leone rampante d'argento (citato in Piovanelli) |
|        | Grumelli Pedrocca leone rampante rivolto di azzurro nascente da un castello di nero a 2 torri di rosso su scudetto di oro su - aquila di nero coronata di oro su rosso - leone rampante di argento su azzurro (citato in LEOM) |
|        | Gruppini (Parma) di azzurro all'albero frondoso, nudrito sulla campagna, accostato a sinistra da un cespuglio, il tutto di verde; l'albero sostenente sulla vetta un uccello al naturale e col tronco avviluppato da un serpente al naturale e sibilante verso il cespuglio (citato in (4) – Vol. III pag. 595) albero nodrito su terrazzo accostato a destra da un cespuglio tutto di verde su azzurro - uccello al naturale sull'albero - il tronco dell'albero accollato da un serpente rivolto al naturale su azzurro (citato in LEOM) |